# Saguenay (ville)
Ne doit pas être confondu avec Saguenayville.
Pour les articles homonymes, voir Saguenay.
Saguenay (/saɡ.ne/) est une ville du Québec (Canada) et métropole régionale du Saguenay–Lac-Saint-Jean. Traversée par la rivière Saguenay et ses principaux affluents, son territoire s'étend sur 1 136 km2, d'ouest en est, du horst de Kénogami au fjord du Saguenay, entre les monts Valin au nord et le massif du lac Jacques-Cartier et le lac Kénogami au sud.
La ville compte 148 886 habitants répartis dans trois arrondissements : Chicoutimi, Jonquière et La Baie et leurs secteurs périphériques (Laterrière, Canton-Tremblay, Lac-Kénogami et Shipshaw). La grande majorité de la population de la ville réside dans les deux arrondissements les plus populeux: Chicoutimi, qui est le cœur de la ville, siège administratif et commercial à la confluence de la rivière Chicoutimi et du Saguenay, et Jonquière, surtout industrielle, au bord de la rivière aux Sables. L'arrondissement de La Baie, plus petit, est le troisième centre de population et est situé sur la rive de la baie des Ha! Ha!. Saguenay est la 7e plus grande ville québécoise en nombre d'habitants et fait donc partie des dix villes québécoises de plus de 100 000 habitants, en plus d'être la plus nordique parmi celles-ci. La population de la région métropolitaine de recensement (RMR) était quant à elle estimée à 170 380 en 2024.
Le territoire de Saguenay est un lieu de portage des Innus depuis près de 7 000 ans. Le peuplement européen du territoire demeure parcellaire et saisonnier, au gré des activités de traite des fourrures, jusqu'aux années 1830. Le défrichage du territoire et la colonisation débutent avec l'arrivée de la Société des vingt-et-un à Grande-Baie en 1838. Le Saguenay s'industrialise rapidement au début du XXe siècle grâce à l'industrie du bois, puis l'industrie papetière. Le harnachement des rivières et la production d'hydroélectricité permettent l'établissement de l'aluminerie d'Arvida, une installation stratégique durant la Seconde Guerre mondiale protégée par la création de la base militaire aérienne de Bagotville. En 1969, le gouvernement du Québec crée l'Université du Québec à Chicoutimi.

## Toponymie
La Ville de Saguenay tire son nom du principal cours d'eau qui la traverse ; la rivière Saguenay. La rivière est baptisée par l'explorateur français Jacques Cartier en 1535. Elle est nommée ainsi parce que ce cours d'eau est décrit par les Amérindiens qui rencontrent Cartier comme la voie qui mène au Royaume du Saguenay, un royaume imaginaire. Le nom utilisé par les Amérindiens est rivière Pitchitaouichetz.
Saguenay est la déformation du montagnais saki-nip qui signifie « eau qui sort » ou « source de l'eau ».
Une consultation populaire est tenue les 12, 13 et 14 avril 2002 afin de choisir la dénomination de la nouvelle ville. À la suite du vote (Saguenay : 35 810 (52,23 %), Chicoutimi : 32 399 (47,26 %)), le nom de Saguenay est préféré à celui de Chicoutimi.
À la suite d'un sondage réalisé par la firme Segma Recherche au nom du journal Le Quotidien en novembre 2011, 57 % des personnes sondées répondent que Saguenay est le meilleur nom pour la ville fusionnée alors que Chicoutimi ne récolte que 26 %. D'autre part, dans le même sondage, sept citoyens sur dix considèrent que la fusion a été une bonne chose.
Le nom de Saguenay domine l'espace médiatique dans les journaux, selon une étude réalisée en décembre 2011 par Eureka.cc pour le compte du Quotidien et le Progrès-Dimanche. Des 40 noms de lieux les plus cités, Saguenay est au premier rang avec 3 898 mentions.

## Géographie
La ville de Saguenay est située à environ 200 kilomètres au nord de la ville de Québec et à environ 450 km au nord-est de Montréal. Enclavée dans la MRC Le Fjord-du-Saguenay, elle est la capitale régionale du Saguenay–Lac-Saint-Jean. Elle se situe entre le lac Saint-Jean et le Bas-Saguenay, dans la sous-région du Haut-Saguenay.

### Hydrographie
C'est à Saguenay que se termine la navigation de transport maritime sur la rivière Saguenay, plus exactement dans le centre-ville de l'arrondissement Chicoutimi.
La rivière Shipshaw traverse le nord-ouest de la ville vers le sud-est jusqu'à sa confluence rive gauche avec la rivière Saguenay.
La rivière aux Vases délimite le centre-nord de la ville, puis y coule vers le sud jusqu'à sa confluence rive gauche avec la rivière Saguenay.
La rivière Caribou traverse le nord-est vers le sud-est jusqu'à sa confluence rive gauche avec la rivière Saguenay.
La rivière Valin délimite le nord-est jusqu'à sa confluence rive gauche avec la rivière Saguenay.
À partir du lac Kénogami, dans le sud-ouest de la ville, les rivières aux Sables et Chicoutimi coulent vers le nord jusqu'à leur confluence rive droite avec la rivière Saguenay.
La rivière du Moulin traverse l'est de la ville du sud au nord jusqu'à sa confluence rive droite avec la rivière Saguenay.
À partir du lac des Maltais, dans le sud-est. la rivière Gauthier coule vers le nord jusqu'à sa confluence rive droite avec la rivière Saguenay.
La rivière à Mars traverse La Baie du sud vers le nord-est jusqu'à son embouchure dans la baie des Ha! Ha!
La rivière des Ha! Ha! traverse l'est de La Baie vers le nord jusqu'à son embouchure dans la baie des Ha! Ha!
Le bras Rocheux traverse le sud-est vers le nord-est jusqu'à sa confluence avec la rivière des Ha! Ha!

### Climat
Saguenay possède un climat de type continental humide plus doux que celui du bouclier canadien étant donné que la ville est située dans une vallée. Un micro-climat lui donne la chance d'avoir des températures plus chaudes qu'ailleurs aux mêmes latitudes.
Voir Climat du Saguenay–Lac-Saint-Jean :
| Mois                              | jan.  | fév.  | mars  | avril | mai   | juin | jui.  | août | sep. | oct.  | nov.  | déc.  |
| --------------------------------- | ----- | ----- | ----- | ----- | ----- | ---- | ----- | ---- | ---- | ----- | ----- | ----- |
| Température minimale moyenne (°C) | −21,7 | −19,5 | −12   | −3,1  | 3,3   | 9    | 12    | 10,7 | 5,8  | 0,4   | −6,3  | −16,5 |
| Température moyenne (°C)          | −16,1 | −13,8 | −6,4  | 2,1   | 9,8   | 15,6 | 18,1  | 16,7 | 11,3 | 4,9   | −2,5  | −11,7 |
| Température maximale moyenne (°C) | −10,6 | −8    | −0,6  | 7,4   | 16,3  | 22,1 | 24,2  | 22,8 | 16,7 | 9,3   | 1,3   | −6,8  |
| Record de froid (°C)              | −40,6 | −43,4 | −33,6 | −24,4 | −10,4 | −2,2 | 0,9   | 0,8  | −6,7 | −12,2 | −25,6 | −39,5 |
| Record de chaleur (°C)            | 15,2  | 13,6  | 25,5  | 30,4  | 35,1  | 36   | 38,4  | 36,1 | 33,3 | 28,3  | 23,2  | 14,4  |
| Précipitations (mm)               | 61,4  | 50,6  | 58,1  | 60,9  | 85,1  | 89,1 | 122,8 | 96,6 | 97,2 | 79,1  | 75,4  | 74,5  |

### Arrondissements de la ville de Saguenay

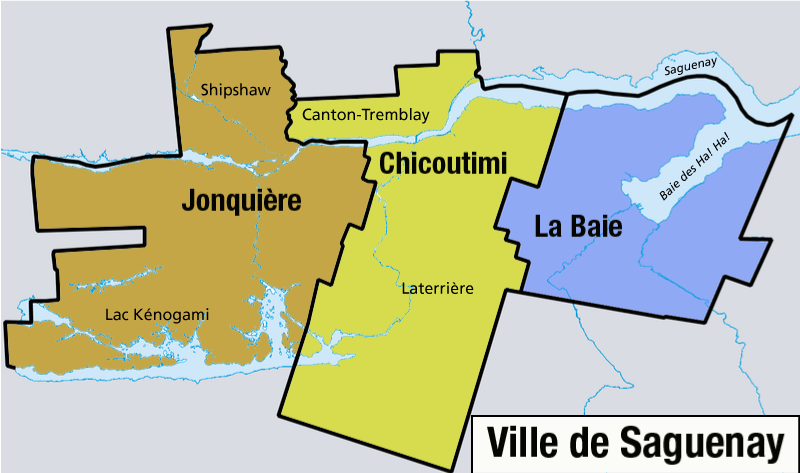
Les arrondissements de Saguenay.

La ville est formée de 3 arrondissements :
- Jonquière
- Chicoutimi
- La Baie

#### Jonquière
L'arrondissement de Jonquière regroupe 60 250 citoyens. Le Site patrimonial d'Arvida le parc de la Rivière-aux-Sables, le Parc commémoratif Sir-William-Price et le Secteur Saint-Jean-Vianney sont des attraits majeurs de l’arrondissement de Jonquière. Le pont en aluminium qui traverse le Saguenay a été déclaré site historique national. Historiquement, c'est un secteur à vocation industrielle du fait de la présence de l'usine Rio Tinto.

#### Chicoutimi
L'arrondissement de Chicoutimi compte 69 004 citoyens. C'est dans l’arrondissement de Chicoutimi que se trouve le centre-ville de Saguenay. Ils s'agit de l'arrondissement commercial et de services de la grande ville de Saguenay. Le Festival international des rythmes du monde, la zone portuaire, la zone Talbot, la Petite Maison Blanche et le Musée de la pulperie sont quelques-uns des attraits de l'arrondissement.

#### La Baie
L'arrondissement de La Baie est formé de 19 243 personnes. La grande fresque théâtrale intitulée La Fabuleuse histoire d'un royaume, le port d'escale de même que les croisières internationales qui transitent par l'arrondissement sont les principaux points d'intérêt.

## Démographie
- Arrondissement de Chicoutimi : 67 868
- Arrondissement de Jonquière : 60 738
- Arrondissement de La Baie : 18 755

| 2001    | 2006    | 2011    | 2016    | 2021    |
| ------- | ------- | ------- | ------- | ------- |
| 147 133 | 143 692 | 144 746 | 145 949 | 144 723 |

Le 8 février 2012, Statistique Canada dévoilait les données du recensement de 2011 concernant la population. La ville de Saguenay connaît une augmentation de sa population passant de 143 692 habitants en 2006 à 144 746 en 2011. Un accroissement de 1 054 personnes (0,7 %). Il en est de même pour le territoire de la RMR de Saguenay qui connaît une progression de sa population passant de 156 305 habitants en 2006 à 157 790 habitants en 2011, une progression de 1 485 habitants (1 %).
Depuis quelques années, de plus en plus d'immigrants s'installent dans la ville pour le travail ou les études. Les principales raisons mentionnées sont l'accueil et la gentillesse des Saguenéens, les opportunités qu'offre la région et sa grande qualité de vie.

### Langues
- 98 % des habitants ont le français comme langue maternelle;
- 0,8 % des habitants ont l'anglais comme langue maternelle;
- 0,3 % des habitants ont le français et l'anglais comme langue maternelle;
- 0,6 % des habitants ont une langue maternelle autre que le français et l'anglais
- 94 % des habitants sont de religion chrétienne[18].

## Histoire

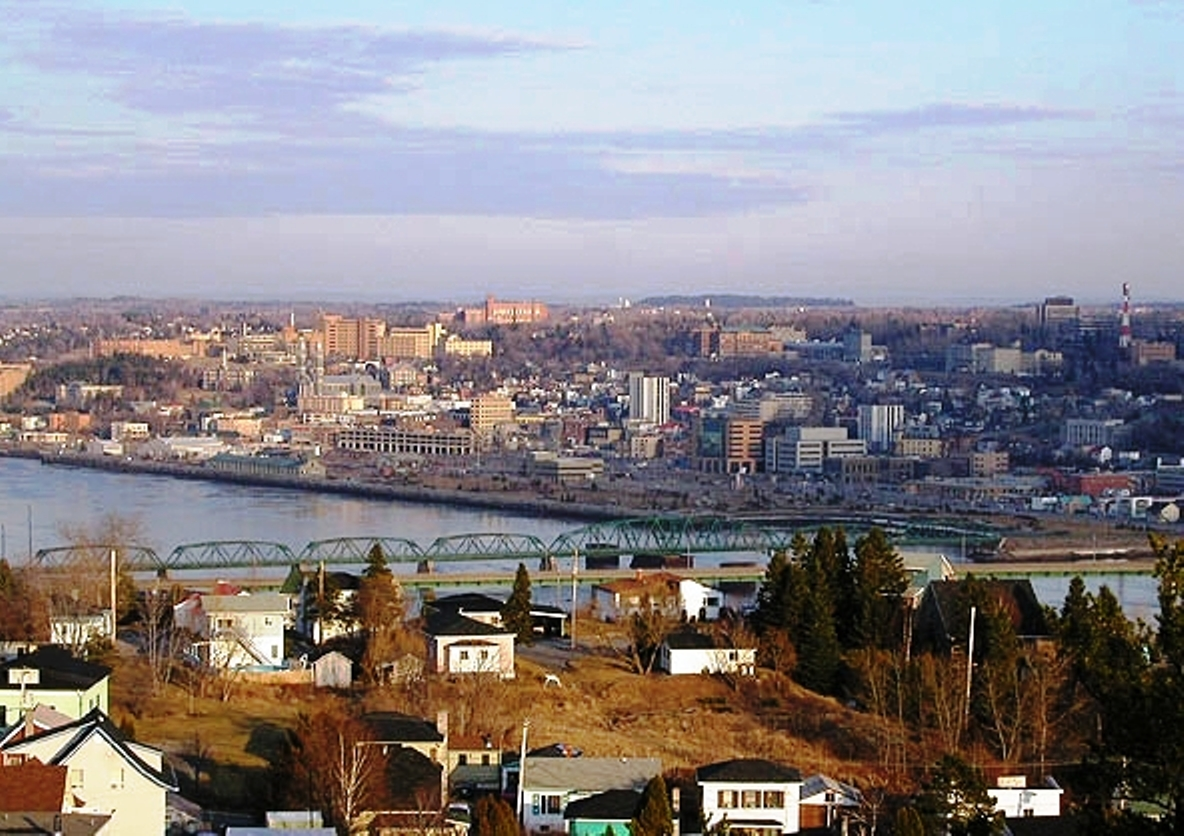
Arrondissement de Chicoutimi.

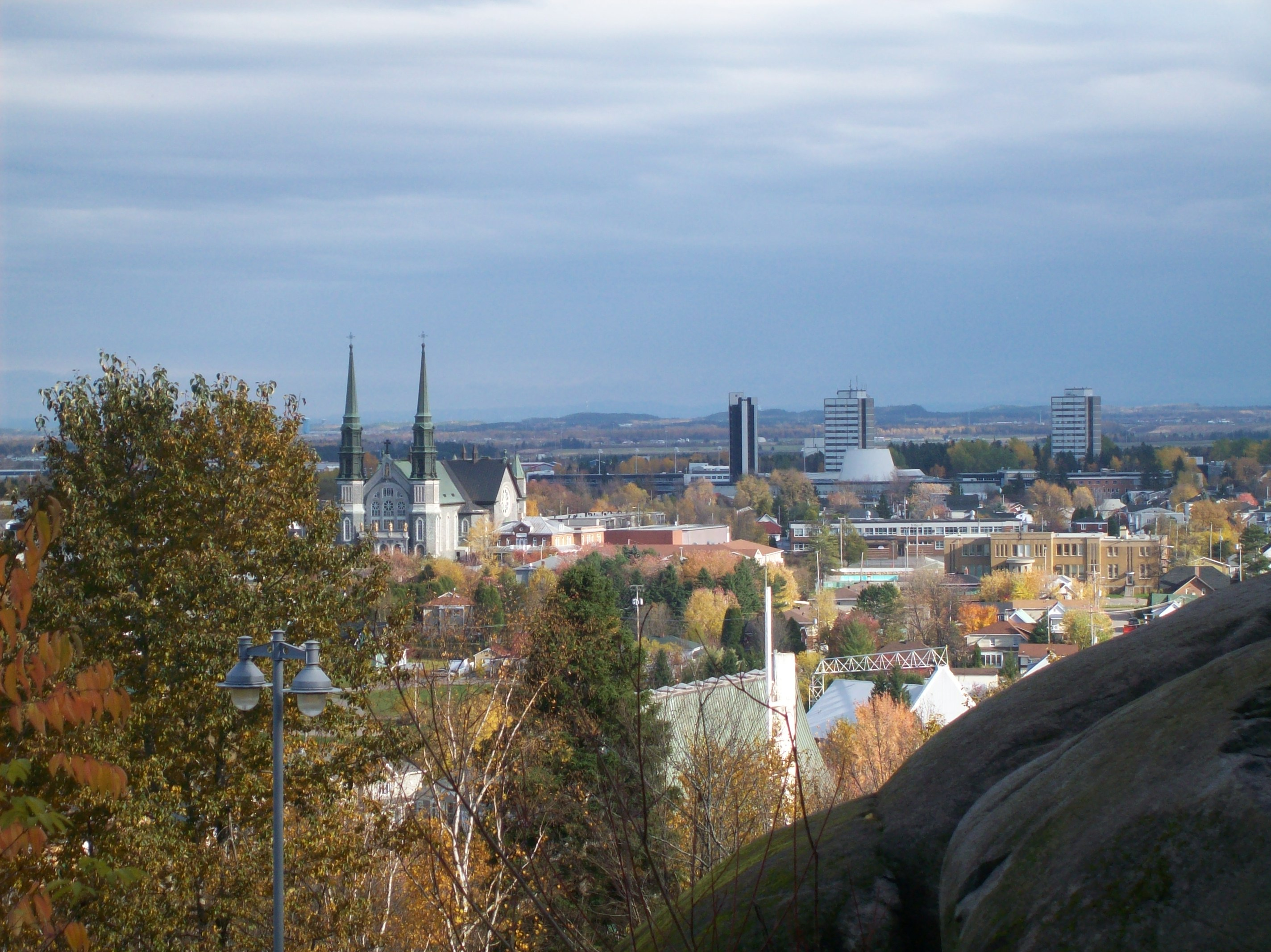
Arrondissement de Jonquière.

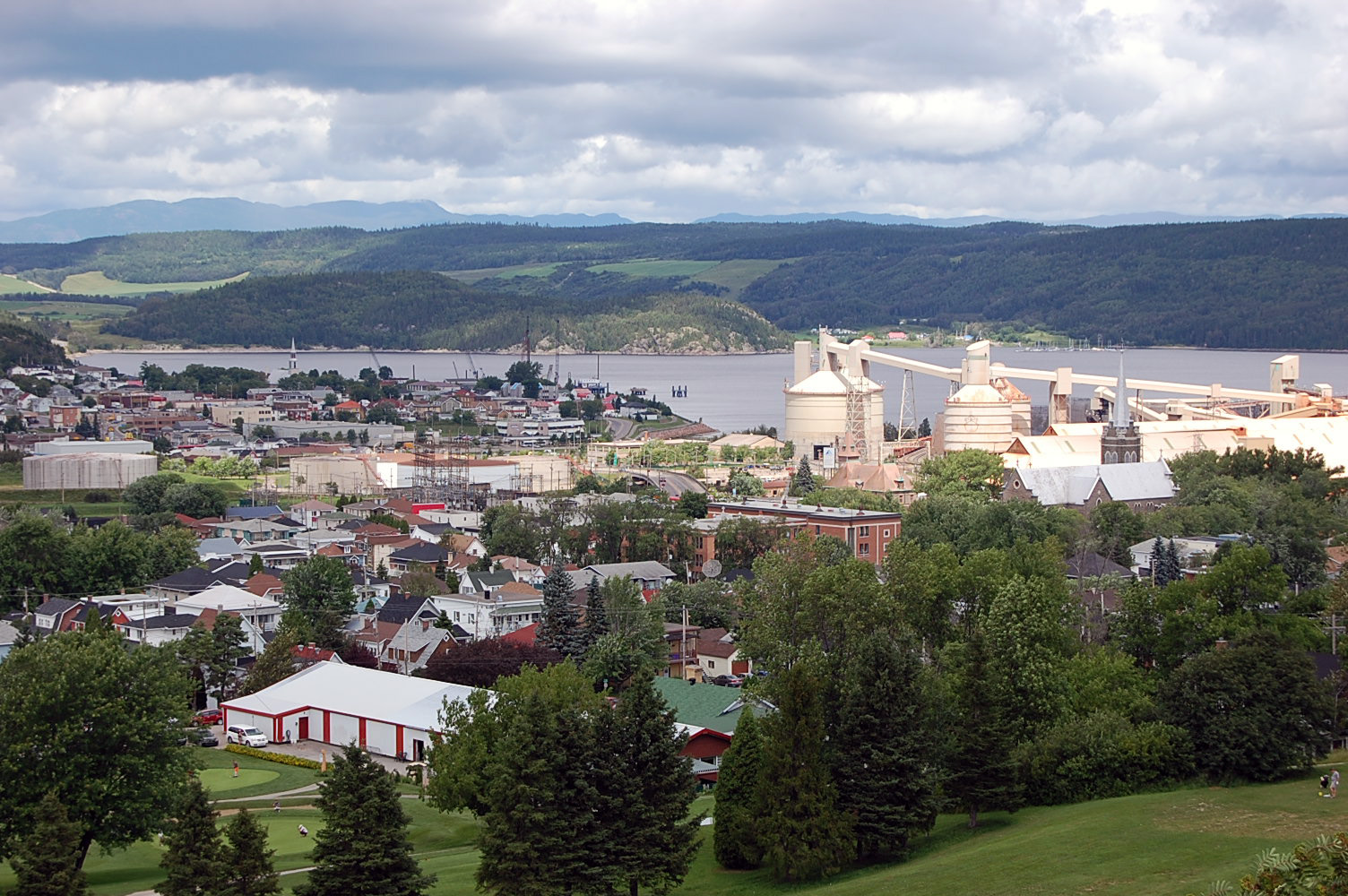
Arrondissement de La Baie.

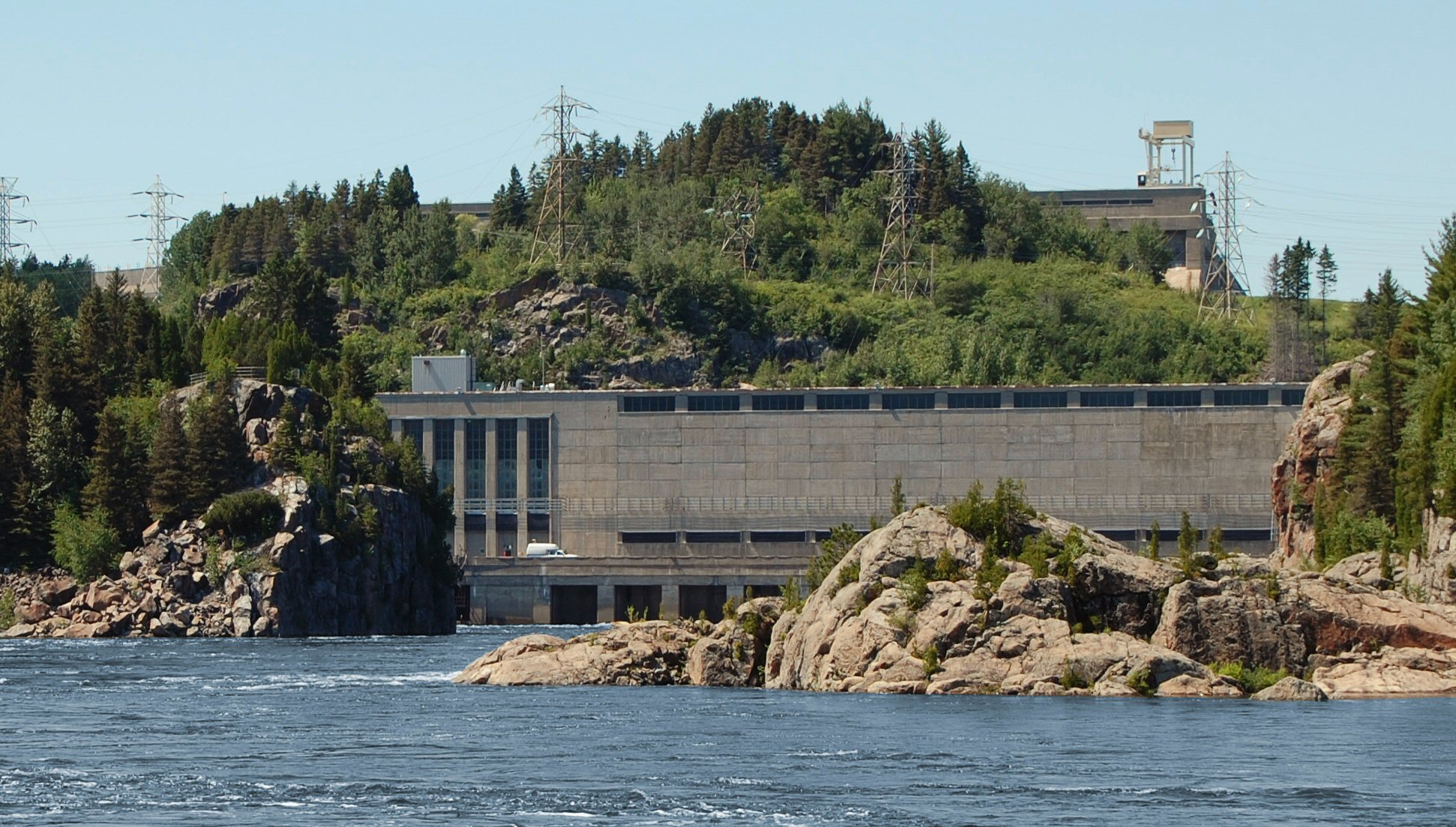
Secteur de Shipshaw.

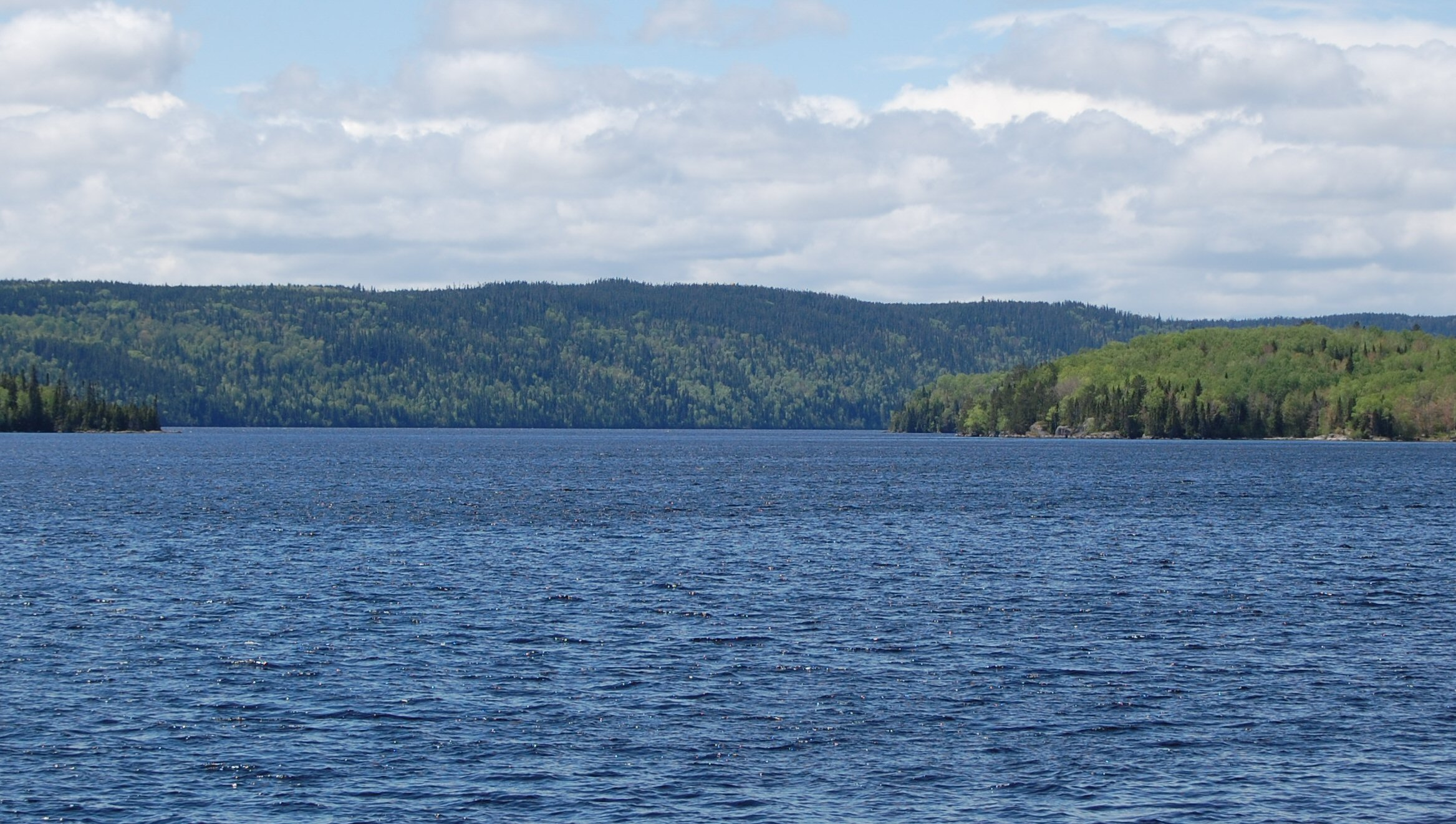
Secteur de Lac-Kénogami.

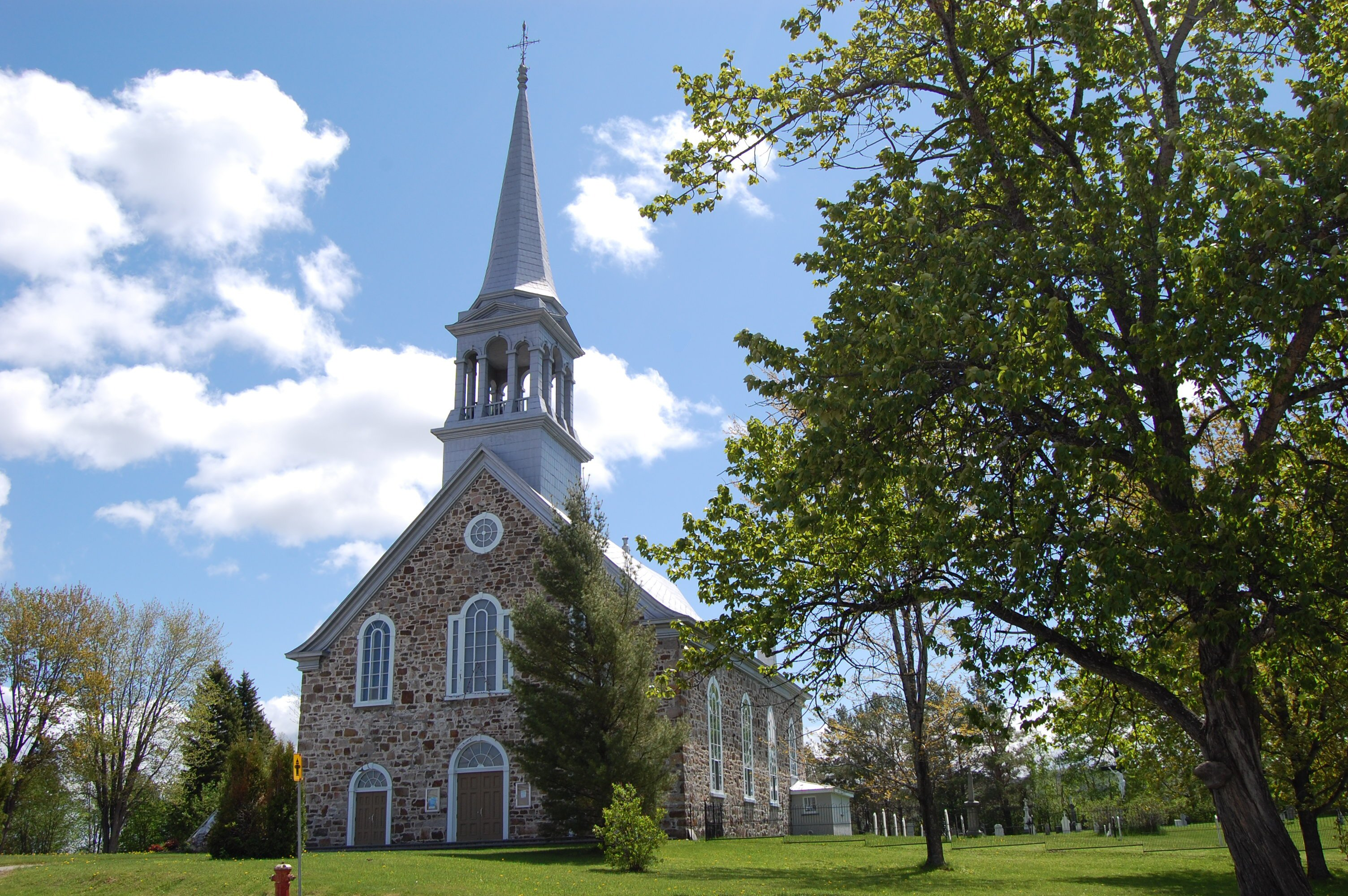
Secteur de Laterrière.

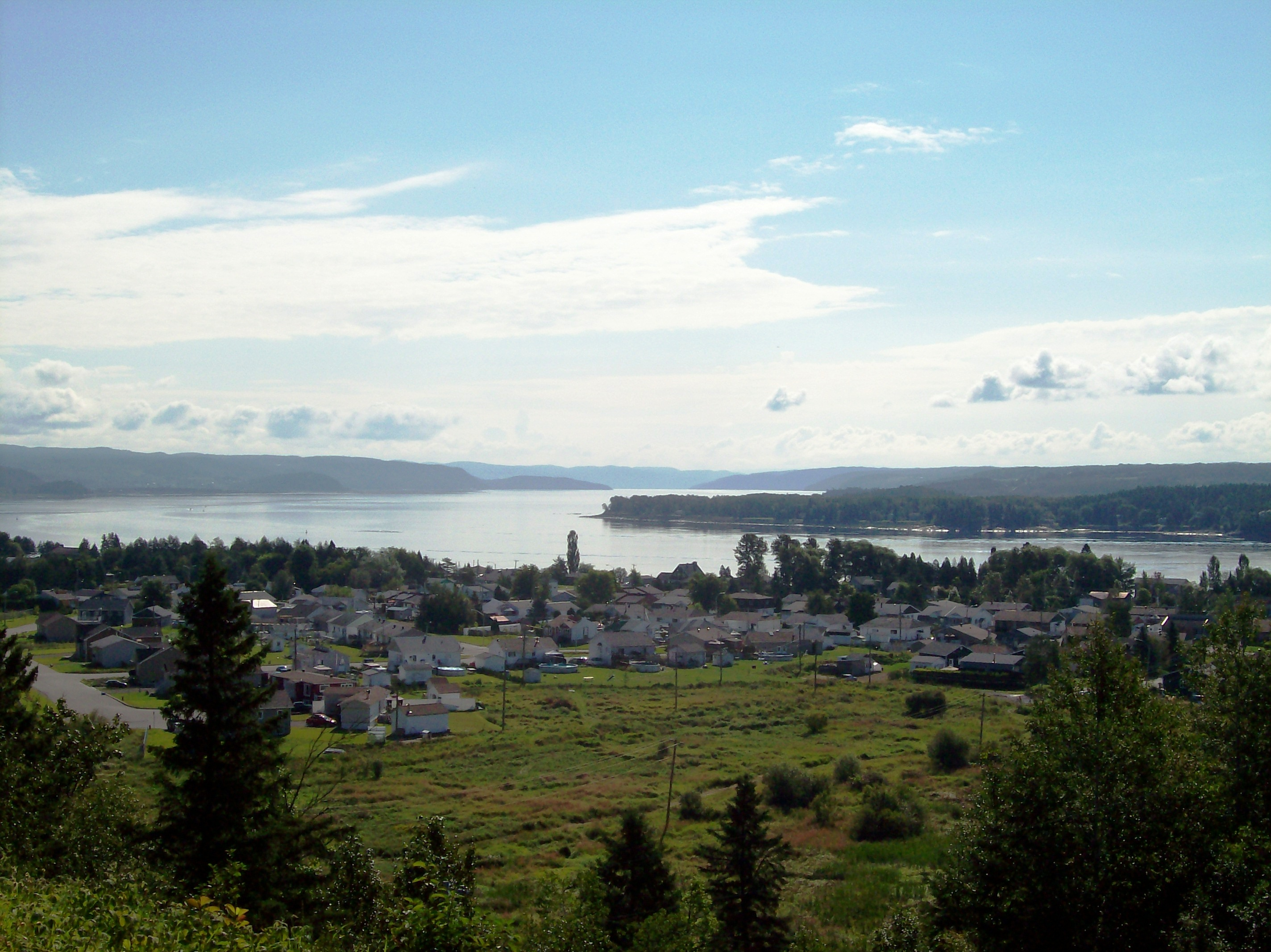
Secteur de Canton Tremblay.

### Occupation autochtone
Les premières populations à fréquenter le territoire actuel du Québec sont associés aux populations nomade de la période paléo-indienne (entre 13 000  et   9 000 avant le présent (AP)). Ils seraient les ancêtres des Iroquoiens de la vallée du Saint-Laurent. Des fouilles archéologiques effectuées dans les années 1990 tendent à démontrer que la rive nord du Saguenay, de Tadoussac à Chicoutimi aurait été visitée sur une base minimalement saisonnière, mais de manière régulière et ininterrompue, depuis environ 6 500 ans.
Les recherches menées au Lac Saint-Jean depuis les années 1960 ont parallèlement démontré la présence régulière de populations nomades ou semi-nomades dans une région au nord et à l'ouest de l'actuelle ville de Saguenay, dans une zone comprise entre le lac Mistassini et la plaine d'Hébertville et entre le lac Péribonka et le Grand lac des Commissaires depuis au moins 7 000 ans. Ces populations algiques seront appelées « Montagnards » ou « Montagnezs » à l'époque de Champlain,.
La région du lac Saint-Jean est occupée par les seuls Porcs-Épics ou Kakouchaks, qui auraient fait du secteur situé autour de la Rivière Métabetchouane le centre politique et économique de la région, en y organisant même des rencontres au sommet avec les tribus voisines dès 2000 AA, qui marque le début de la période sylvicole.
Les Montagnais s'adonnent à la chasse à la pêche et à la cueillette et vivent une existence nomade, mais réglée par des habitudes. Les différents groupes fréquentent régulièrement certains secteurs où ils pratiquent leurs activités de subsistance et plantent leurs campements temporaires, qui changent avec les saisons. Ces habitudes, transmises d'une génération à l'autre donnent aux Montagnais une connaissance très précise du milieu physique et biologique, qui sera partagée avec les explorateurs Européens à compter du XVIIe siècle.
Les Montagnais et les Iroquoiens seront toutefois en concurrence pour le territoire qui longe la rivière Saguenay, de l'exutoire du lac Saint-Jean jusqu'à son embouchure. Un important conflit aurait éclaté en 1533, qui aurait eu pour conséquence de déloger les Iroquoiens du Saguenay.

### Premiers contacts et commerce des fourrures
C'est dans le cadre des relations commerciales avec les Autochtones que surviennent les premières étapes du peuplement européen du Saguenay. D'abord établis à Tadoussac dès 1600, les commerçants français s'entendent avec les populations locales pour leur laisser le soin d'approvisionner les comptoirs de leurs prises, capturées durant la saison froide. À l'arrivée du printemps, ils échangent les peaux contre des produits importés — armes, outils, vêtements, literie, vaisselle, matériel médical, alcool et tabac. Pendant la première moitié du XVIIe siècle, seuls de rares missionnaires récollets et jésuites s'aventurent à l'intérieur du territoire en compagnie des chasseurs, dans le but de les convertir.
En 1652, le gouverneur Jean de Lauson forme la traite de Tadoussac, chargée du commerce des fourrures sur le Domaine du Roy, un immense territoire qui va de l'île aux Coudres à Sept-Îles, le long du Saint-Laurent, et qui s'étend à l'intérieur des terres jusqu'aux eaux de la baie d'Hudson. Cependant, les Anglais mèneront une dure concurrence à la France. Ils recrutent deux Français, les aventuriers Pierre-Esprit Radisson et Médard Chouart des Groseilliers pour établir un réseau de traite concurrent à partir d'un établissement situé à la rivière Rupert. La Compagnie de la Baie d'Hudson attire de nombreux fournisseurs qui vendaient à la traite de Tadoussac, puisque les Anglais offrent de meilleurs prix pour les fourrures.
Avant d'intervenir militairement à compter de 1686 dans la région de la baie James, les Français répliquent d'abord en augmentant la présence des Jésuites et des commerçants, qui agissent en tant qu'intermédiaires. Ils créent également une série de postes de traite reliant la baie James et Tadoussac par le Saguenay–Lac-Saint-Jean. C'est dans cette expansion de la présence française qu'un poste de traite est établi à Chicoutimi en 1671. Le poste de traite de Chicoutimi est abandonné en 1859 et il est classé comme un site patrimonial du Québec en 1984.
Malgré l'interruption du commerce en raison de la crise économique qui sévit au début du XVIIIe siècle, le commerce reprend pendant les premières années du règne de Louis XV. Entre 1716 et 1743, la valeur du commerce des fourrures passe de 80  à   308 millions de livres. Le commerce du castor est concédé à la deuxième Compagnie des Indes occidentales, en 1718, ce qui a pour conséquence d'augmenter le prix et le volume des exportations.

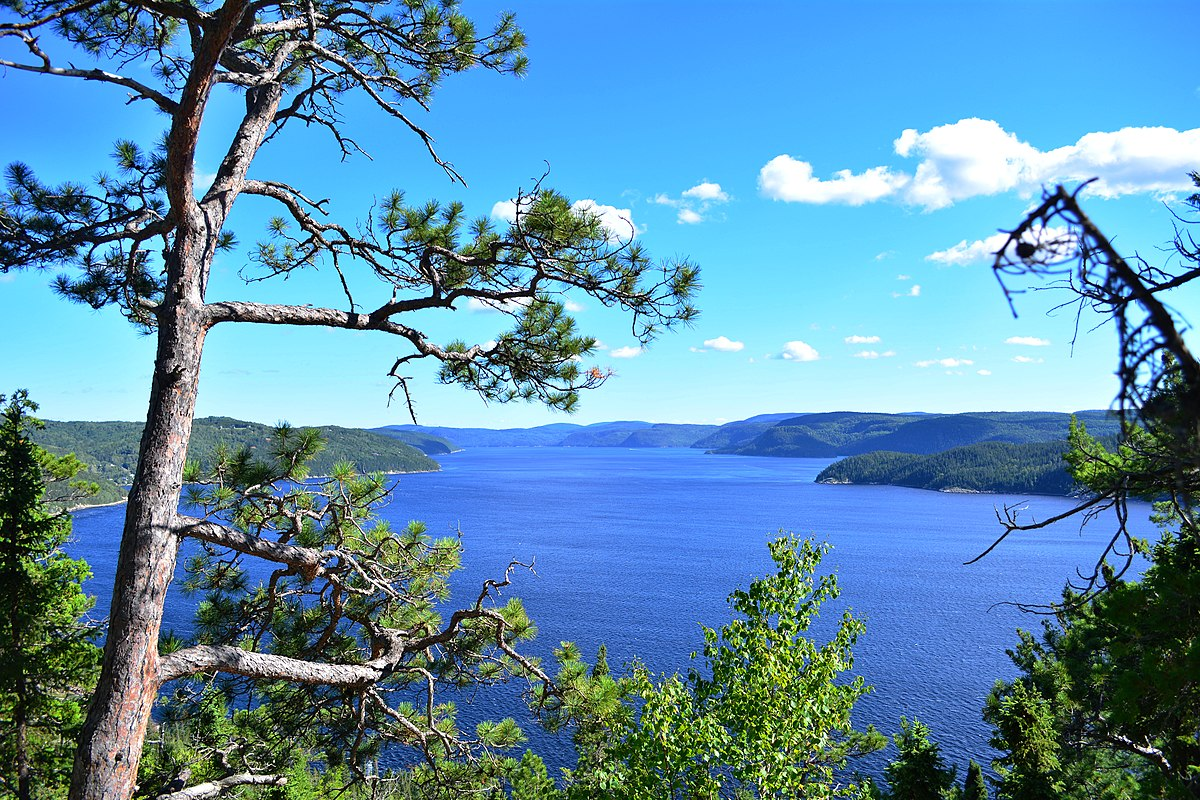
Fjord du Saguenay.

La Conquête changera peu de choses dans le quotidien de la région. Les Postes du roi sont désormais désignés sous le nom de King's Posts et les employés français sont remplacés par des Anglais. Toutefois, ce commerce lucratif suscitera rapidement une lutte sans merci entre les commerçants anglais de la ville de Québec regroupés au sein de la compagnie du Nord-Ouest et la Compagnie de la Baie d'Hudson, devenue une entreprise d'envergure internationale. La compagnie du Nord-Ouest obtient les droits sur la traite de Tadoussac en 1788.
Le gouvernement britannique force les deux concurrentes à fusionner en 1821 pour mettre fin à ce conflit commercial parfois ponctué par des incidents violents dans l'Ouest canadien.
La compagnie fusionnée ne s'intéresse pas tellement au territoire de la traite de Tadoussac. Le territoire est donc sous-loué à plusieurs reprises avant qu'elle n'en reprendre le contrôle en 1831, uniquement pour poursuivre le commerce des fourrures. Toutefois, un marchand de bois de Québec, William Price insiste pour qu'on lui confie la colonisation du territoire afin qu'il y implante l'industrie du sciage.
La région qui, jusqu'aux années 1840, n'était peuplée que de 1 500 Innus nomades, une cinquantaine de commerçants établis aux postes de traite et quelques missionnaires itinérants, sera fortement transformée par deux nouvelles activités économiques qui éclipseront les pelleteries comme moteur économique régional : l'exploitation des forêts et l'agriculture.

### Fusions municipales et consolidation
Saguenay est constituée par décret le 18 février 2002 à la suite de la fusion des villes de Chicoutimi, Jonquière, La Baie, des municipalités de Laterrière, Lac-Kénogami, Shipshaw et d'une partie de la municipalité de Canton Tremblay (la moitié de l'ancien territoire seulement).
Selon les données officielles de la ville de Saguenay et selon d'autres sources, la chronologie des années 2000 de la ville de Saguenay s'établit comme suit.

#### Administration Tremblay (2002-2017)
Le 25 novembre 2001, se tenait le premier scrutin municipal visant à élire le maire de Saguenay. Le notaire et maire de Chicoutimi, Jean Tremblay, est élu avec 56,6 % des voix devant son adversaire, Daniel Giguère, alors maire de Jonquière, qui obtient 43 % des suffrages. Le nouveau maire de la ville fusionnée désigne les membres du comité exécutif de la ville : les conseillers Marina Larouche (arrondissement Chicoutimi), Fabien Hovington et Claude Tremblay (arrondissement Jonquière) ainsi que Marc-André Gagnon (arrondissement La Baie),. Ils entreront en fonction officiellement le 18 février 2002, à la création formelle de la nouvelle ville, telle que prévue par le décret 841-2001.
Le maire Tremblay est facilement réélu en 2005 avec 71,4 % des voix devant la candidate du parti Vision Nouvelle Mireille Jean, 26,5 % des voix et André Reid, 2,1 %, en 2009 avec 45 088 voix (77,8 %) contre son adversaire Michel Potvin 12 861 voix (22,2 %) et en 2013 avec 63 % des voix devant son adversaire Paul Grimard (36 %) représentant de l'Équipe du Renouveau Démocratique.
Bien que les propriétaires de Saguenay aient vu des augmentations de taxes de 33% entre 2006 et 2010, la ville reste toutefois la grande ville québécoise la moins taxée, avec un fardeau moyen de 2 143 $. Le 29 avril 2015, Le Courrier de Chicoutimi dévoile les résultats d'une enquête de TC Média qui démontre qu'après avoir payé leurs impôts et leurs taxes scolaires et municipales, le citoyen moyen qui réside à Saguenay dispose encore de 75,85 % de son revenu, pourcentage le plus élevé parmi cinq grandes villes du Québec: Saguenay, 75,85 %, Lévis, 75,67 %, Terrebonne, 73,57 %, Sherbrooke, 75,28 % et Trois-Rivières, 74,17 %).

#### Dixième anniversaire de la ville fusionnée
- En février 2012, l'hebdomadaire Le Courrier du Saguenay publie un dossier spécial sur « 10 ans après la fusion »[44]. Les présidents des trois arrondissements Jacques Fortin (Chicoutimi)[45], Réjean Laforest (Jonquière)[46] et Jean-Eudes Simard (La Baie)[47], expriment leur satisfaction concernant la création de la ville de Saguenay. D'autre part, le Courrier du Saguenay publie le 28 mars 2012, une édition spéciale intitulée « Arrondissement La Baie, une fusion bénéfique »[48].

- Le 27 juin 2012, un spectacle aérien et musical est offert gratuitement aux citoyens à La Baie afin de souligner le 10e anniversaire d'existence de la ville de Saguenay[49].

#### Chronologie municipale
- En 2007, Saguenay demande au gouvernement du Québec qu'il modifie la législation concernant la taxation des barrages hydroélectriques privés pour que leurs installations soient portées au rôle d’évaluation et taxées à leurs justes valeurs. Dans le même esprit et à la suite des actions du maire Jean Tremblay, l'Union des Municipalités du Québec crée un comité afin d’étudier la question. En 2011, Saguenay mandate l’économiste Marc-Urbain Proulx de l'Université du Québec à Chicoutimi pour réaliser une étude économique et juridique sur le sujet[50].

- Le 29 avril 2015, la ville de Saguenay rend accessible les fiches patrimoniales afin d'aider les propriétaires de Saguenay dans la rénovation de leur propriété tout en conservant leur cachet historique et en tenant compte de certains éléments architecturaux[51].

- Le 20 août 2015, le maire de Québec Régis Labeaume rencontrait le maire Jean Tremblay à Saguenay pour faire la promotion du nouveau Centre Vidéotron[52].

- Le 29 août 2015, la ville de Saguenay rendait hommage au défunt conseiller municipal du Lac Kénogami Monsieur Paul-Roger Cantin en nommant le Parc de L'Éperlan, le Parc Paul-Roger Cantin et ce en présence du maire Jean Tremblay[53] et de nombreuses personnes.

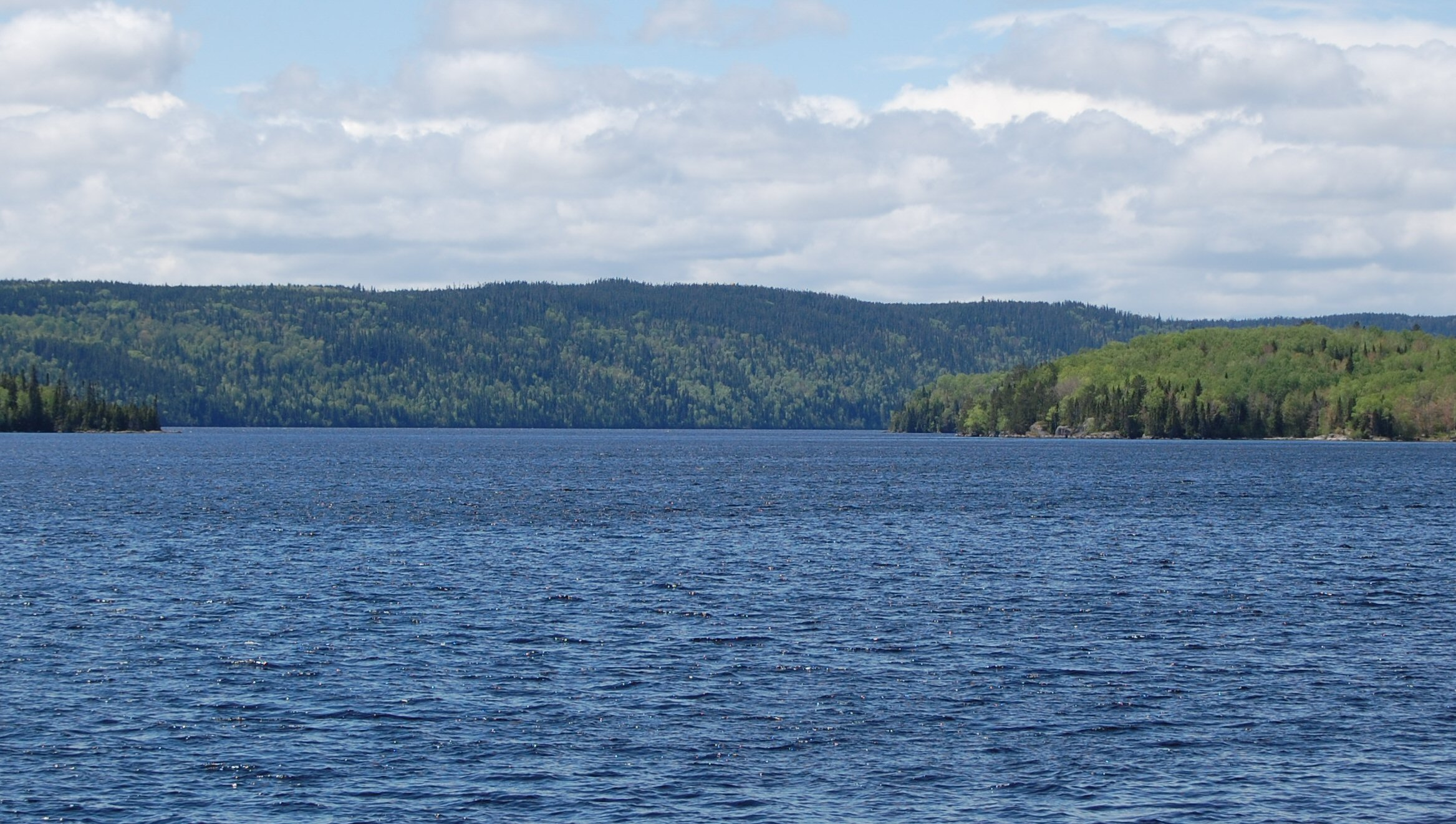
Lac Kénogami.

- Le 13 octobre 2015, le maire Jean Tremblay annonce des investissements de l'ordre de 27 millions de dollars pour des réaménagements importants au centre-ville de Jonquière par un promoteur privé[55].

- Le 8 juin 2016, Saguenay se présentait en commission parlementaire pour donner son avis sur le projet de loi 212 visant à réduire le nombre de conseillers municipaux passant de 19 à 15[56]. En août 2016, le conseil municipal adopte le règlement concernant la division[57] du territoire de la ville de Saguenay[56] en 15 districts électoraux[58].

### Administration Néron (2017-2021)
- À la suite de l'élection municipale du 5 novembre 2017, Josée Néron chef du parti de l'Équipe du renouveau démocratique est élue mairesse de la ville de Saguenay[59].

- Le 13 novembre 2017, cérémonie d'assermentation des 16 élus du nouveau conseil de ville de Saguenay[60].

- Le 19 décembre 2018, le conseil de ville adopte le budget 2019 d'un montant de 349,4 millions de dollars comportant un avis d'imposition moyen de 3,9%. De plus, des investissements de 111 millions de dollars sont prévus pour différents travaux[61].

- Le 24 février 2019, la Ville de Saguenay organise un référendum sur le Projet 7 à Laterrière, un centre multiservice sur le boulevard Talbot. Un investissement d'environ 7 millions de $[62]. Le projet est accepté à 65% à la suite du scrutin[63].

- Le 25 février 2019, à la suite d'une chute en ski, la mairesse de Saguenay, Josée Néron, doit s'absenter pendant deux mois. Elle a subi une double fracture de la jambe, ce qui l’empêche de se rendre à l’hôtel de ville. c'est le conseiller municipal Michel Potvin qui agira comme maire suppléant et assumera également la présidence de Promotion Saguenay[64].

- Le 6 mai 2019, les élus de Saguenay entérinent l'exercice financier 2018 avec un excédent de 3,2 millions de dollars. La dette nette atteint 438 millions de dollars[65].

- Le 13 août 2019, le conseiller municipal Jonathan Tremblay de l'arrondissement Jonquière annonce sa démission. À la suite de l'élection partielle du 15 décembre 2019, Jimmy Bouchard est élu comme conseiller municipal du district numéro 1 succédant à Jonathan Tremblay.

### Vie communautaire et sociale, sports
- Le 5 décembre 2005, à la suite de la création du comité sur l'approche Commune, la ville de Saguenay reconnaît officiellement l'existence de la communauté métisse du Domaine-du-Roy[66].

- En mars 2010, l'Association des ingénieurs-conseils du Québec rend hommage à la ville de Saguenay pour sa collaboration avec la firme CEGERTEC experts-conseils pour le premier prix obtenu lors de la 8e édition des Grands prix du génie-conseil québécois concernant la construction du bâtiment d'accueil du port d'escale du Quai A. Lepage dans l'arrondissement La Baie[67].

- En février 2010, le maire Jean Tremblay annonce la création de l'organisme Diffusion Saguenay[68]. La nouvelle entité paramunicipale devient le diffuseur majeur en matière de spectacles sur le territoire de Saguenay et est présidée par l'avocat Pierre Mazurette[69]. L'organisme est confirmé dans son rôle par le gouvernement du Québec en novembre 2010[70].

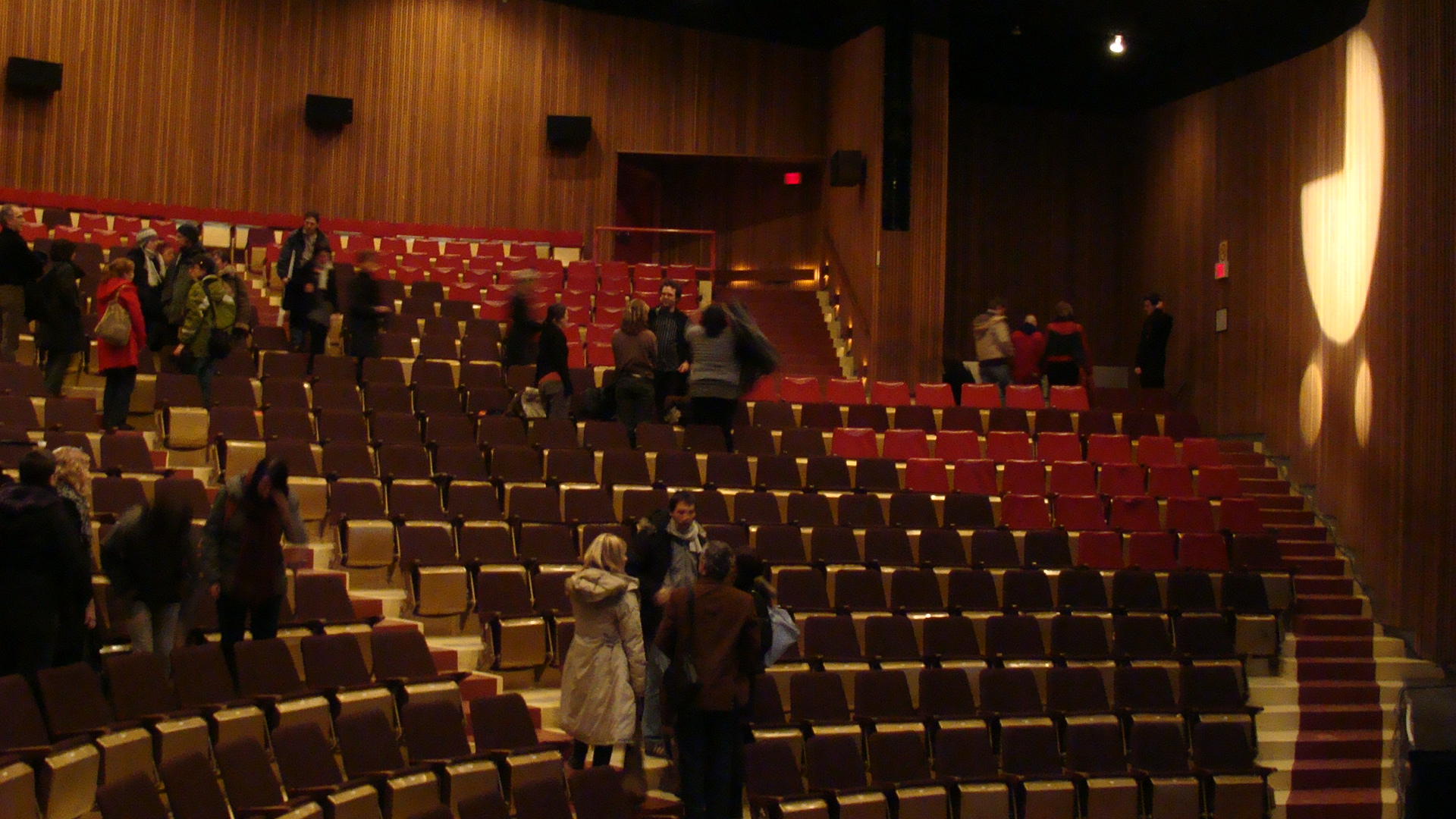
L'Auditorium Dufour.

- Le 6 juin 2010, les citoyens de Saguenay sont invités à se prononcer lors d'une consultation populaire concernant la construction d'une nouvelle salle de spectacles ou la rénovation de l'Auditorium Dufour. Les citoyens optent pour la rénovation de l'auditorium dans une proportion de 67,3 %[71].

- Le 20 avril 2012, Serge Simard, ministre délégué aux Ressources naturelles et à la Faune, en présence du maire Jean Tremblay et du conseiller municipal Luc Blackburn, annonce l'octroi d'une aide financière de 2,5 M$ du gouvernement du Québec pour la construction d'un centre multisport pour le secteur Laterrière de l'arrondissement de Chicoutimi. Le coût total du projet s'élève à 5 M$ et devrait être en opération à la fin de 2013[72].

- Le 28 juin 2012, la ville de Saguenay entérine le choix des nouveaux gestionnaires des Saguenéens de Chicoutimi lors d'une réunion du comité exécutif[73]. Le groupe composé de Laval Ménard, Pierre-Marc Bouchard, Martin Lavoie et Alain Deschênes avait soumis la meilleure offre parmi les cinq groupes intéressés[74].

- Le 29 juin 2012, le ministre de l'Environnement et de Parcs Canada l'honorable Peter Kent, confirmait à la ville de Saguenay[75] que le secteur d'Arvida obtenait le statut de Lieu Historique national du Canada[76].

- Le 29 juin, Patinage de vitesse Canada annonce que la ville de Saguenay sera l'hôte du Championnat du monde de patinage de vitesse courte piste en 2014[77]. En octobre 2012, la Fédération canadienne de patinage de vitesse sur courte piste revient sur sa décision et annonce que le Championnat du monde 2014 se tiendra à Montréal[78].

- Le 26 juillet 2012, les ministres Serge Simard et Denis Lebel annonçaient conjointement en présence du conseiller municipal Fabien Hovington[79], une aide financière totalisant 3,5 M$ pour la construction d'un centre multiservices à Shipshaw[80].

- Le 3 octobre 2012, la ville de Saguenay affirmait son soutien au mouvement coopératif lors de la signature de la Déclaration à l'occasion de l'Année internationale des coopératives 2012[81]. Cette déclaration rappelle l'importance de valoriser le modèle coopératif et mutualiste. Cet événement s'est fait en la présence du maire Jean Tremblay, du président de la CDR du Saguenay–Lac-Saint-Jean Monsieur Gilles Lapointe et Monsieur Gaston Bédard du Conseil québécois de la Coopération et de la mutualité[82].

- Le 30 mai 2013 lors de la troisième édition des prix d'excellence CECOBOIS, l'aréna de l'Université du Québec à Chicoutimi se méritait les honneurs comme Bâtiment institutionnel de plus de 1 000 mètres carrés en raison de son architecture et du mariage réunissant le bois et l'aluminium[83]. Une mention était aussi décernée au pavillon d'accueil du parc Rivière-du-Moulin de l'arrondissement de Chicoutimi. La ville de Saguenay a financé ces deux infrastructures municipales.

- Le 28 septembre 2013, la ville de Saguenay en collaboration avec le club de hockey les Saguenéens de Chicoutimi décide de soumettre la candidature de la municipalité pour l'obtention de l'édition 2015 de la Coupe Memorial[84].

- Le 30 septembre 2013, la ville de Saguenay rendait hommage aux acteurs principaux qui ont contribué à la réalisation de l'autoroute 175: Madame Marina Larouche, Monsieur André Harvey ainsi que les bénévoles du mouvement Accès-Bleuets[85].

- Le 11 septembre 2013, Statistique Canada dévoilait son Enquête nationale auprès des ménages. On y mentionne que c'est à Saguenay que se trouve la proportion des ménages qui dépense le moins pour se loger[86].

- Le 20 mai 2013, Saguenay annonce son intention de soumettre sa candidature pour la tenue de la septième édition des Jeux de la francophonie canadienne en 2017[87].

- Le 19 juin 2013, la ville annonce la création des Prix du Patrimoine à Saguenay[88]. Dans le cadre d'une entente entre le ministère de la Culture et Saguenay, le Centre d'histoire William-Price de l'arrondissement de Jonquière s'est vu attribuer l'organisation du concours. Les Prix du patrimoine auront lieu tous les trois ans, à compter de 2013. La période creuse entre les concours sera dédiée à la sensibilisation à l'importance de la mise en valeur du patrimoine[89].

- Le 19 octobre 2013, Saguenay inaugurait en présence du maire Jean Tremblay, la nouvelle bibliothèque de l'arrondissement de Jonquière considérée comme l'une des plus technologiques du Québec[90].

- Le 4 mars 2014, le maire de Montréal Monsieur Denis Coderre rendait visite au maire Jean Tremblay pour échanger sur différents dossiers municipaux et établir des liens de collaboration entre les deux grandes villes du Québec[91].

- Le 4 mars 2014, le maire Jean Tremblay en présence du ministre Sylvain Gaudreault, annonçait[92] la rénovation de la bibliothèque municipale d'Arvida au coût de 3,5 M$[93].

- En juin 2014 la Société canadienne d'hypothèques et de logement (SCHL) publie ses statistiques sur le logement au Canada et il y est mentionné que Saguenay est l’agglomération urbaine la moins dispendieuse pour se loger, et ce, non seulement au Québec, mais dans tout le Canada. Il faut en moyenne débourser 562 $ pour un logement de deux chambres, tandis qu’à Vancouver un locataire doit débourser 1274 $ pour le même logement[94].

- Le 20 avril 2015, Statistique Canada dévoile les résultats de deux enquêtes[95] qui démontrent que les citoyens de Saguenay sont les plus satisfaits de leur vie dans l'ensemble[96].

- Le 29 avril 2015, le Mouvement Desjardins publie les données sur l'Indice d'abordabilité Desjardins. À Saguenay, la stabilité du prix moyen d'une résidence, parallèlement à la croissance des revenus des ménages, a permis à l'indice de s'accroître[97]. L'accès à la propriété s'est donc accru de manière marquée au Québec et à Saguenay.

- Le 2 juin 2015, le maire Jean Tremblay faisait l'inauguration du parc Mille Lieux de la Colline[98]. Ce parc est destiné aux moins de 8 ans et va permettre la création de 30 emplois[99]. Le clown Atchoum, porte-parole du site, va accueillir ses premiers visiteurs le 13 juin.

- Le 6 juin 2015, le maire Jean Tremblay inaugurait la Place du Citoyen[100] dans l'arrondissement de Chicoutimi devant plus de 5 000 personnes. L'artiste Michel Barrette a présenté aux spectateurs un spectacle humoristique à cette occasion[101].

- Le 17 septembre 2015, Héma-Québec[102] procédait à l'ouverture officielle d'un centre de prélèvement sanguin et de plasma à Saguenay[103]. Cette nouvelle installation nommée Plasmavie-Globule a nécessité des investissements de l'ordre de 2 millions de dollars en collaboration financière avec la ville de Saguenay et créant 25 emplois[104].

- Le 24 octobre 2015, Pierre Lavoie entreprend sa Grande Marche à Saguenay afin de sensibiliser la population aux bonnes habitudes de vie. Près de 5 000 personnes participent à cette activité qui se poursuivait le lendemain à Montréal[105].

- Le 2 novembre 2015, la ville de Saguenay annonce la venue de nouveaux gestionnaires pour le club de hockey les Saguenéens de Chicoutimi de la ligue Junior majeur du Québec. L'équipe sera dirigée par Messieurs Richard Létourneau, Marc Denis et Jean-François Abraham[106].

- Le 4 novembre 2015, le maire Jean Tremblay présentait aux médias, le résultat des travaux de rénovation au pavillon sportif de Kénogami qui ont nécessité des investissements de l'ordre de 4 millions de dollars[107].

- Le 23 novembre 2015, le premier ministre du Québec Philippe Couillard accompagné du ministre de la Santé et des Services sociaux Gaétan Barrette et en présence du maire de Saguenay Jean Tremblay, annoncent conjointement la construction de la maison Le Chêne dans l'arrondissement de Jonquière, établissement spécialisé en soins palliatifs[108].

- Le 3 décembre 2015, la ville de Saguenay recevait des mains du représentant de la Fondation Rues principales[109] la médaille d'or de la Certification 4As pour le travail accompli par la ville de Saguenay pour ses efforts de revitalisation du centre-ville de Chicoutimi et afin de souligner le dynamisme des gens d'affaires[110].

- Le 13 octobre 2016, Saguenay annonce la mise en place d'un programme d'aide à la rénovation résidentielle pour les habitations construite avant 1971 sur son territoire[111].

- Le 15 novembre 2016, le ministre de la Culture et des Communications du Québec, Monsieur Luc Fortin, en présence du maire Jean Tremblay et des députés Serge Simard et Sylvain Gaudreault, annonce qu'Arvida deviendra le treizième site patrimonial du Québec[112].

- Le 13 février 2017, à la suite de l'adoption de la Loi 83 par le gouvernement du Québec en juin 2016, les 11 Offices municipaux d'habitation fusionnent et deviennent l'Office d’habitation Saguenay-Le Fjord[113].

- Le 16 février 2017, le ministre de la Culture et des Communications, Monsieur Luc Fortin, annonce l'octroi d'une aide financière de 1,5 million de dollars pour la restauration du théâtre Le Palace d'Arvida[114]. De plus, une aide financière de 560 000 $ est annoncée pour la restauration de quatre lieux de culte; l'église Sacré-Coeur de Chicoutimi, la chapelle de l'Oratoire-Saint-Joseph de Chicoutimi, la chapelle de Saint-Antoine-de-Padoue de Lac-Bouchette et l'église Notre-Dame-de-Laterrière[115].

- Le 9 mai 2017, la maire Jean Tremblay annonce que Saguenay va offrir un chèque de 10 000 $ à la Croix-Rouge pour venir en aide aux sinistrés des inondations au Québec[116].

- Le 25 mai 2017, le maire Jean Tremblay annonce l'octroi d'une aide financière de 800 000 $ pour la construction d'un nouveau gymnase au Patro de Jonquière[117].

- Le 7 août 2017 lors du tirage de la Lotto Max, un groupe de 27 personnes travaillant à l'hôtel de ville de Saguenay remporte une somme de 23 millions de dollars[118].

- Le 9 février 2018, la ville de Saguenay ferme le Centre Georges-Vézina en raison de problèmes au niveau de la toiture. C’est à la suite du dépôt d’un rapport préliminaire de la firme d’ingénieurs Gémel que la Commission des sports et loisirs de Saguenay a recommandé cette fermeture pour une période de trois semaines[119].

- Le 29 août 2018, le ministère de la Culture et des Communications du Québec (MCCQ) investit 1,6 million de dollars $ pour la rénovation du Théâtre Palace Arvida. Cette aide financière, confirmée par le député libéral de Dubuc, Monsieur Serge Simard, vient finaliser le budget nécessaire à la rénovation de la salle de spectacles située sur boulevard Mellon et qui est fermée depuis près de quatre ans[120].

- Le 31 août 2018, Saguenay dévoile le monument baptisé Polaris, réalisé par l'artiste Étienne Boulanger afin de souligner le 150e anniversaire du Canada célébré en 2017[121].

- Le 25 novembre 2018, la ministre de la Culture et des Communications, Nathalie Roy, annonce qu'Arvida devient le 13e site patrimonial du Québec[122].

#### Environnement
- Le 27 mai 2012, la ville de Saguenay annonce la découverte de la plus importante nappe d'eau phréatique du Québec localisée dans le secteur Laterrière de l'arrondissement Chicoutimi[123].

- Le 26 novembre 2015, la ville de Saguenay s'entend avec la Régie des matières résiduelles du Lac-St-Jean[124] pour l'enfouissement des déchets au site situé à Hébertville-Station[125].

## Administration
Le conseil municipal de Saguenay est composé du maire, élu au suffrage universel direct, et de 15 conseillers municipaux, élus chacun dans leur district électoral respectif.
Arrondissements de Saguenay
- Arrondissement de Chicoutimi qui intègre six districts électoraux.
- Arrondissement de Jonquière, qui intègre six districts électoraux.
- Arrondissement de La Baie compte trois districts électoraux.

Chaque conseiller municipal siège au Conseil municipal et à un des trois conseils d'arrondissement. Il y a un président pour chacun des arrondissements.
Les compétences du conseil d'arrondissement sont notamment : de traiter des sujets en lien avec l'urbanisme, la circulation, le déneigement, la voirie, la prévention en sécurité incendie, le développement économique local, communautaire, social et culturel ainsi que la culture, les loisirs et les parcs.
Avec l'adoption du projet de Loi 212 par le gouvernement du Québec, le nombre de conseillers municipaux passera de 19 à 15 lors de l'élection municipale de 2017.

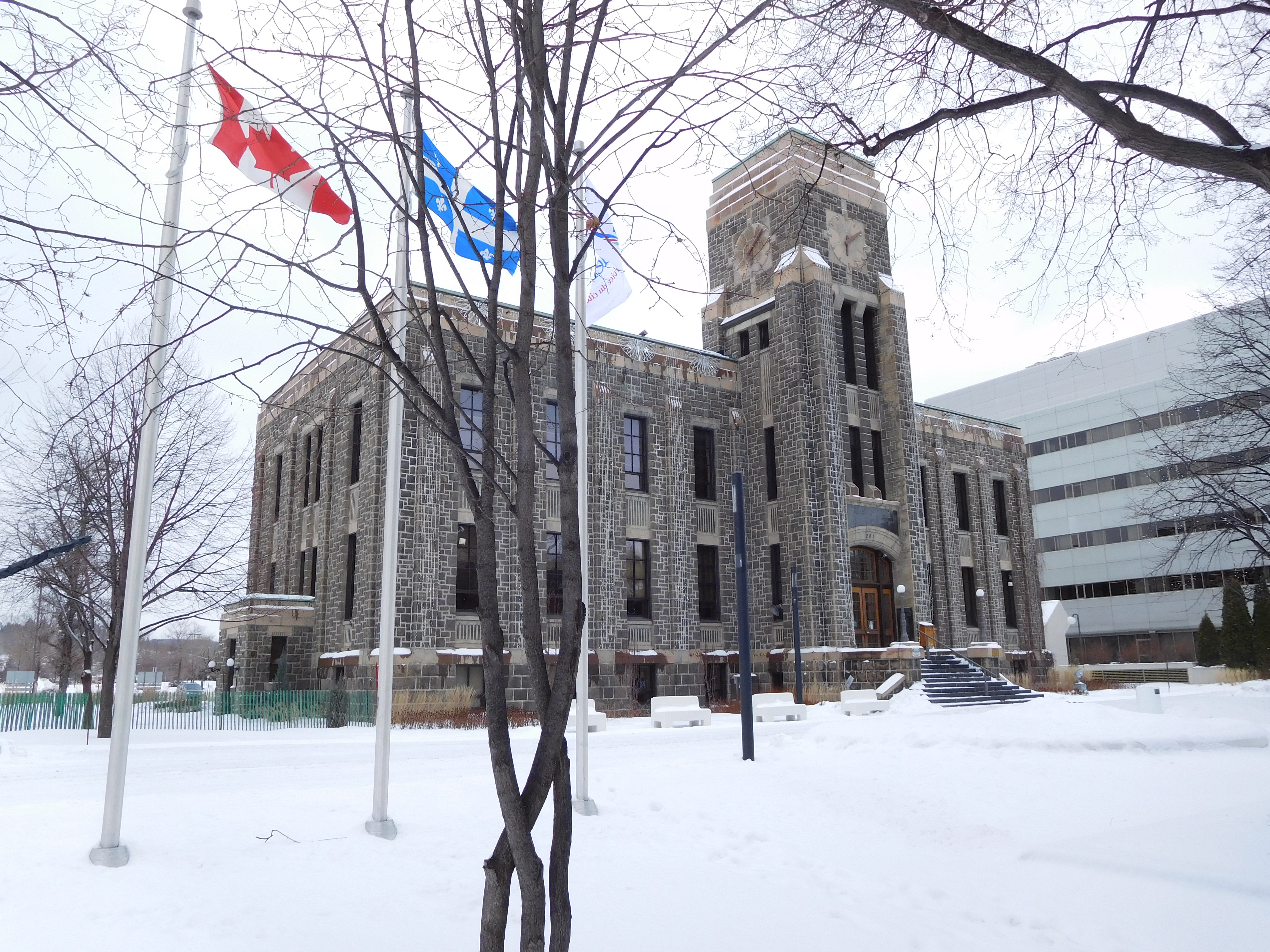
L'Hôtel de ville de Saguenay située dans le centre-ville de l'arrondissement Chicoutimi.

### Administration municipale

#### Maire ou mairesse de Saguenay
- Julie Dufour

#### Membres du comité exécutif
- (à venir), présidente
- (à venir)
- (à venir)
- (à venir)

#### Présidents ou présidentes d'arrondissements
- Jacques Cleary, arrondissement de Chicoutimi
- Carl Dufour, arrondissement de Jonquière
- Raynald Simard, arrondissement de La Baie

### Conseil municipal
Ville Saguenay tient une séance du conseil municipal le premier lundi de chaque mois à 19 h. Cette dernière se tient en alternance dans les trois arrondissements.

#### Prière au conseil municipal
De la formation de la ville jusqu'en mai 2008, le maire Jean Tremblay a pris l'habitude de prononcer une brève prière au début de la séance du conseil, comme il était pratique courante dans les anciennes municipalités fusionnés. Le 15 mai 2008, à la suite d'une plainte de Alain Simoneau, un citoyen de Saguenay soutenu par le Mouvement laïque québécois (MLQ), la Commission des droits de la personne et des droits de la jeunesse (CDPDJ) a rendu un avis mentionnant que la pratique de la prière lors du conseil municipal « contrevenait à l'obligation de neutralité des pouvoirs publics ». En conséquence, elle conseillait à Saguenay d'abandonner cette pratique. Quelques jours plus tard, le 22 mai, la Commission Bouchard-Taylor déposait un rapport dont l'une des recommandations entérinait l'avis de la CDPDJ.
Le conseil municipal décida d'ignorer l'avis et de maintenir la prière. Le 5 août 2008, Simoneau, toujours appuyé par le MLQ, dépose une poursuite de 100 000 dollars canadiens pour dommages et intérêts contre Ville Saguenay. Le 6 octobre 2008, lors de la séance mensuelle tenue dans l'arrondissement Jonquière, le maire change légèrement la pratique et précise que la prière sera faite deux minutes avant l'ouverture de la séance en présence des conseillers et citoyens consentants.
Les audiences du Tribunal des droits de la personne du Québec ont débuté à Saguenay le 31 mars 2009. À la suite d'une demande du plaignant, on a retiré le crucifix de la salle d'audience, qui fut remis par la suite à la fin des audiences.
Le 9 février 2011, le Tribunal des droits de la personne condamne la Ville de Saguenay et le maire Jean Tremblay à verser 30 000 $ en dommages moraux et punitifs pour atteinte discriminatoire aux droits d'Alain Simoneau. Il ordonne également à la Ville et au maire de cesser de réciter la prière aux séances du conseil municipal et de retirer tous les symboles religieux des salles où se tiennent les assemblées. La ville de Saguenay n'obéit pas à l'injonction du tribunal et maintient le statu quo.
Le 27 mai 2013, la Cour d'appel du Québec renverse la décision du tribunal des droits de la personne. Dans la décision rendue par le juge Guy Gagnon au nom de ses collègues Benoît Morin et Allan R. Hilton, la cour estime que le plaignant n'a pas subi de préjudice et qu'il n'a pas été discriminé par cette pratique, mais blâme aussi le maire Tremblay, dont l'attitude «intransigeante» a «polarisé inutilement» le débat. La cour reproche aussi au premier magistrat de s'être servi de sa fonction pour promouvoir ses convictions religieuses.
Le 15 avril 2015, la Cour suprême du Canada renverse la décision de la Cour d'appel du Québec et rétablie en partie la décision du Tribunal des droits de la personne interdisant la récitation de la prière par le maire Jean Tremblay lors des séances du conseil municipal de la Ville de Saguenay.

## Économie

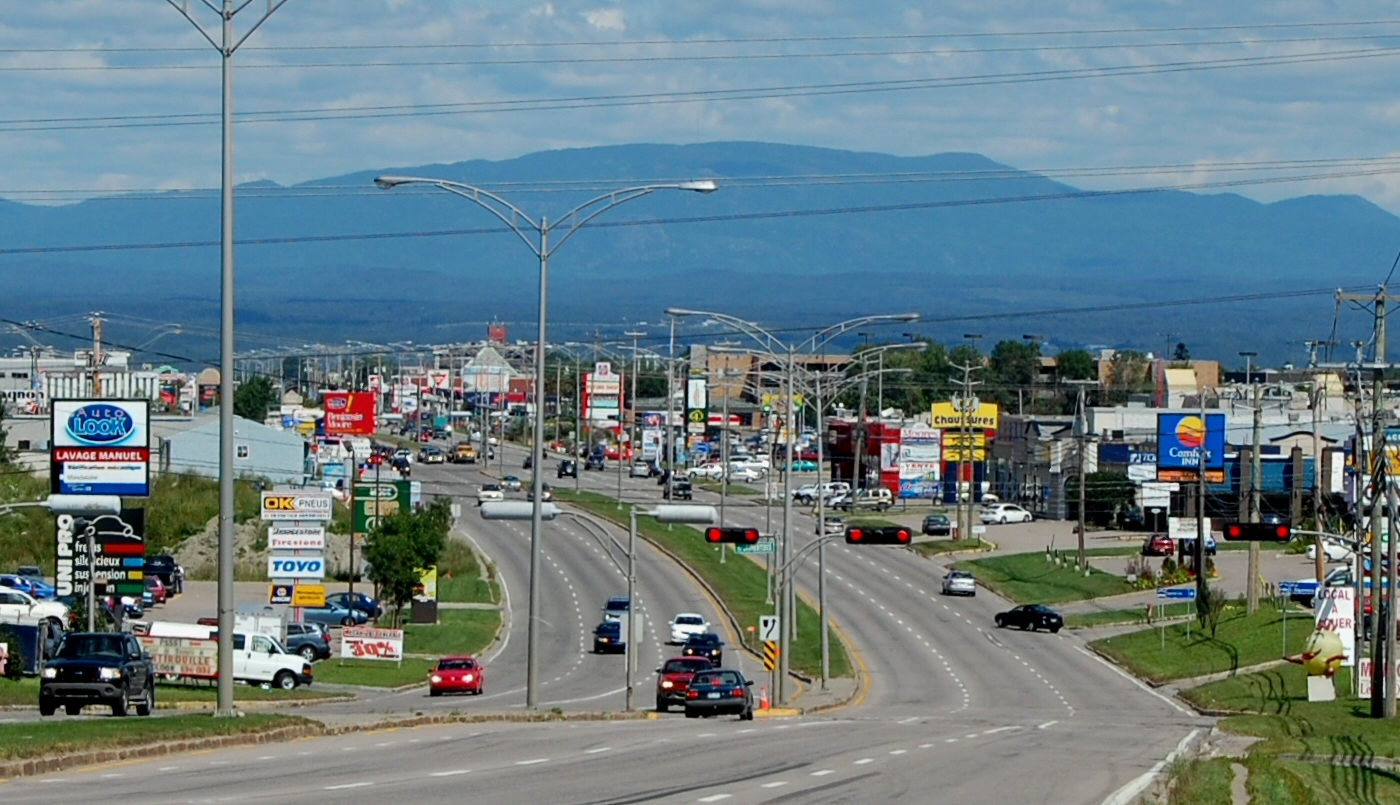
Boulevard Talbot, principale artère commerciale de Saguenay.

L'économie de Saguenay est en transition,, et se démarque en développant la recherche et l'enseignement dans les technologies appliquées de l'énergie, de l'aluminium, de la forêt boréale, de la génomique et des sciences biomédicales.
Elle mise aussi sur l'exploitation des ressources hydrauliques,. La ville est propriétaire de trois centrales hydro-électriques ; une en opération dans l'arrondissement Jonquière et deux autres dans l'arrondissement Chicoutimi, Pont-Arnaud et Chute-Garneau en fonction depuis le printemps 2011. En mai 2012, le maire Jean Tremblay laissait savoir son intention d'opérer une quatrième centrale hydroélectrique située au barrage Portage-des-Roches secteur Laterrière.
Saguenay possède 3 grands parcs industriels totalisant 8 496 138 mètres carrés d'infrastructures commerciales: 5 centres-villes et pôles commerciaux, 6 centres commerciaux, 2 mégacentres commerciaux et 5 artères commerciales majeures. Parmi ces pôles commerciaux se trouvent les centres Place du Saguenay et Place du Royaume.
D'autre part, Rio Tinto Alcan confirmait en décembre 2010 des investissements de 750 millions de dollars US pour la construction de son usine pilote AP-60 à Jonquière. L'usine sera 40 % plus productive que les alumineries actuelles. La première phase comprendra 38 cuves équipées de la nouvelle technologie avec une production estimée à 60 000 tonnes d'aluminium par an. Les premiers lingots devraient être coulés au premier trimestre de 2013.
Selon les données 2012 de l'Institut de la statistique du Québec (ISQ), le revenu disponible par habitant en 2015 se chiffrait à 25 942 $ comparativement à 19 013 $ en 2006. D'autre part, le PIB de la RMR de Saguenay en 2016 totalisait 6,4 G$ comparativement à 10,6 G$ pour le PIB de la région du Saguenay–Lac-Saint-Jean. Le PIB de Saguenay représente 63,3 % du PIB régional. Les industries des services comptent pour 61,69 % de l'activité économique de la RMR de Saguenay.
Le tourisme d'aventure et les croisières sont des créneaux tout aussi importants pour la métropole régionale. En effet, un quai d'escale à l'arrondissement La Baie est en opération depuis 2008 pour accueillir des navires et les touristes. En mars 2012, le maire Jean Tremblay annonce que la saison au quai d'escale sera la meilleure année depuis 2008. Un nombre de vingt-six navires feront escale à Saguenay représentant 30 780 passagers. Afin d'attirer les touristes à Saguenay et dans la région, la ville lançait en juin 2012 un film promotionnel « Saguenay le film », réalisé par Jonathan Gagné.
Le 20 novembre 2012, la ville et Promotion Saguenay lancent un nouveau portail emploissaguenay.ca servant à aider les entreprises à trouver la main-d'œuvre nécessaire pour leurs opérations. Fonctionnant de manière inter-active, ce portail permet aux chercheurs d'emploi et aux entreprises de référer des candidatures potentielles.
En avril 2017, Statistique Canada dévoile son enquête sur la population active. On y constate que la RRMR de Saguenay se retrouve avec un taux de chômage de 6,5 % en date d'avril 2017. Le taux d'activité se chiffre à 59,1%.
La ville de Saguenay a pour 2018 un budget de 339 058 790 dollars. La valeur totale des immeubles de la ville au rôle d'évaluation est de plus de 13,13 milliards de dollars. Chaque année, entre 200 et 250 millions de dollars en permis de construction ou rénovation sont générés.

### Chronologie
- En mars 2002, le maire Jean Tremblay donne le mandat de revoir l'ensemble des organismes en développement économique sur son territoire afin de créer l'organisme Promotion Saguenay[160].

- En décembre 2003, la compagnie Abitibi-Consol annonce la fermeture de son usine de Port-Alfred[161]. Le maire Jean Tremblay déclare que « La ville vit, aujourd'hui, une triste histoire ». Les dirigeants de la multinationale invoquent la perte de 13 % de commandes et la fluctuation des marchés[162].

- En 2006, Saguenay obtient du gouvernement du Québec les barrages Pont-Arnaud et Chute-Garneau pour la somme symbolique de 1,00 $[163]. Il est prévu que leur mise en opération au printemps de 2011 produira 13,5 MW. Les revenus estimés sur 40 ans qui seront générés par la vente de l’hydroélectricité sont de l’ordre de 278 M$[164],[165].

- La même année[Quand ?], Saguenay entreprend les démarches nécessaires afin d’implanter un port d’escale pour croisières internationales dans l'arrondissement de La Baie. Ce projet nécessite des investissements de l’ordre de 33 750 000 $ pour la construction d’un quai de 370 mètres, d’un pavillon d’accueil (5 000 000 $) et d’un village portuaire[166].

- Le 19 décembre 2011, le maire de Saguenay annonce en présence du représentant de la compagnie Aéro Vision Technologies International Monsieur Yves Leblicq, l'arrivée d'une compagnie de calibre international spécialisée dans le développement de systèmes sophistiqués pour la sécurité aérienne, fondés sur l'intelligence artificielle et des capteurs de données par satellite et avion[167]. Au départ, une dizaine d'emplois seront créés et lorsque le projet atteindra sa vitesse de croisière, ce sont plus d'une quarantaine de personnes qui travailleront pour cette nouvelle entreprise[168].

- Le 24 mars 2012, Denis Lebel, ministre des Transports du Canada, en présence du ministre Serge Simard, du maire Jean Tremblay et du recteur de l'UQAC Michel Belley, annonce l'octroi d'une aide financière totalisant 15 millions de dollars dont 5,4 M$ pour la construction du Centre de transfert et de développement d'affaires (CTDA) servant à l'utilisation du procédé de soudage de l'aluminium par friction-malaxage[169]. Ce nouveau pavillon portera le nom de Pavillon Promotion-Saguenay[170].

- Le 4 mai 2012, le maire Jean Tremblay inaugure en présence de Jean Genest président de Discovery Air et Yves Leblicq, vice-président exécutif d'Aero Vision un nouveau siège social situé dans un bâtiment du Parc aéronautique de Bagotville[171]. L'entreprise va développer un nouveau Système intelligent de gestion de la sécurité (ISMS). Ce projet représente un investissement de 11 M[172].

- Toujours en octobre 2012, la Fédération canadienne de l'entreprise indépendante (FCEI) dévoilait son classement annuel des villes du Canada les plus dynamiques en matière d’entrepreneuriat. La ville de Saguenay se classe au 22e rang sur 103 municipalités comparées[173].

- Le 3 janvier 2013, la banque CIBC rendait public son plus récent classement fondé sur le Canadian Metropolitan Economic Activity Index (indice de l'activité économique des métropoles canadiennes) de marchés mondiaux CIBC[174]. On y apprend que la RMR de Saguenay se retrouve au 10e rang des villes les plus dynamiques du Canada. Saguenay devance les villes de Montréal et de Québec[175].

- Le 15 mai 2013, Saguenay devient la première grande ville du Québec à s'entendre avec ses employés concernant le régime de retraite. Après deux ans de négociations, Saguenay signe une entente avec ses policiers, pompiers, cadres, cols blanc et bleus permettant d'économiser 1,8 million de dollars annuellement[176].

- Le 21 octobre 2013, la Fédération canadienne de l'entreprise indépendante publie son rapport annuel sur les Collectivités en plein essor: Les villes dynamiques en matière d'entrepreneuriat. On y apprend que la ville de Saguenay[177] (RMR de plus de 150 000 habitants) se classe au 10e rang au Canada[178].

- Le 29 novembre 2013, la compagnie Nordia annonce l'implantation d'un centre de service à la clientèle à Saguenay dans l'arrondissement de Jonquière qui va créer 450 emplois[179].

- Le 21 février 2014, les ministres Stéphane Bédard et Sylvain Gaudreault en présence du maire de Saguenay Jean Tremblay annoncent un investissement de 16 M$ pour la construction d'un édifice qui permettra de regrouper sur un même site, au centre-ville d'Arvida, les quelque 140 employés de Revenu Québec desservant la région. La ville de Saguenay injecte pour sa part une somme de 400 000 $ pour la réalisation de ce projet[180].

- Le 16 juin 2014 la compagnie FerroAtlántica annonce que l'implantation d'une usine de silicium se fera à Port-Cartier plutôt qu'à Saguenay. Le maire jean Tremblay s'est dit déçu de cette décision. Le maire Tremblay a rappelé que Saguenay avait déposé aux autorités de Ferro Atlantica une offre qui totalisait 30 M$[181].

- Le 19 juin 2014 la compagnie LNG Québec société formée par Freestone International et Breyer Capital annonce un projet de construction d'un terminal d'exportation de gaz naturel liquéfié[182] de l'ordre de 7 milliards de dollars au port de Grande-Anse dans l'arrondissement de La Baie à Saguenay[183].

- Le 10 novembre 2014 se déroule le colloque sur le Plan Nord[184] organisé par promotion Saguenay[185]. Plus de 300 personnes sont attendues pour cet événement visant à faire point sur la relance du Plan Nord par le gouvernement du Québec. À cette occasion, le premier ministre du Québec Monsieur Philippe Couillard annonce la création du Fonds du Plan Nord constitué d'une enveloppe de 63 millions de dollars[186].

- En décembre 2014, l'organisme Promotion Saguenay annonce la construction d'un Motel industriel à Bagotville afin d'attirer les entreprises œuvrant dans le domaine de l'aviation[187].

- Le 19 décembre 2014, le premier ministre du Québec Philippe Couillard annonce le prolongement jusqu'en 2020 des six salles de cuves précuites du complexe Jonquière de la compagnie Rio Tinto Alcan[188].

- Le 1er mai 2015, le maire Jean Tremblay en compagnie du premier ministre du Québec Philippe Couillard, du ministre fédéral Denis Lebel et le débuté de Dubuc Serge Simard, annoncent conjointement avec les représentants de la compagnie Sigmadek, des investissements de 15 millions de dollars pour l'implantation d'une usine de fabrication de patios en aluminium créant 40 emplois[189].

- Le 13 juillet 2015, la compagnie Graphic Packaging Holding Company annonce la fermeture définitive de l'ancienne usine Cascades de Jonquière abolissant 140 emplois permanents[190].

- Le 22 juillet 2015, le Conference Board du Canada dévoile les perspectives économiques pour les grandes villes canadiennes (Note de conjoncture métropolitaine; été 2015[191]. Il y est mentionné que le PIB de Saguenay devrait augmenter de 1,6 % en 2015 grâce à une croissance plus forte des services. L’emploi devrait rebondir cette année, car près de 2 000 emplois seront créés dans l’économie locale.

- Le 20 avril 2016, Saguenay annonce en collaboration avec une société privée(Groupe Goliath), la construction d'un centre multisports de 20 millions de dollars comprenant un terrain de soccer intérieur[192].

- Le 27 avril 2016, Rio Tinto annonce des investissements de 36 millions de dollars pour optimiser la production de son usine de l'arrondissement de La Baie[193].

- Le 13 décembre 2016, la compagnie minière Métaux BlackRock annonce[194] qu'elle opte pour les terrains du terminal portuaire de Grande-Anse[195] pour la construction d'une usine de transformation du concentré de vanadium-titane[196].

- Le 5 septembre 2017, la compagnie Ubisoft annonce l'ouverture d'un nouveau studio à Saguenay[197] au début de 2018 permettant la création de 125 emplois d'ici cinq ans[198].

- Le 31 octobre 2017, la compagnie Discovery Air signe avec le gouvernement canadien, le plus important contrat de son histoire. L'entente de dix ans, permettra aux avions Alphajet de continuer à participer à l’entraînement des pilotes de CF-18 au Saguenay et ailleurs au Canada[199].

- Le 14 novembre 2017, la compagnie Rio Tinto annonce des investissements de 40 millions de dollars pour l'usine de Grande-Baie, afin d’augmenter sa production annuelle de 9 000 tonnes d’aluminium chaud à compter de janvier 2018[200].

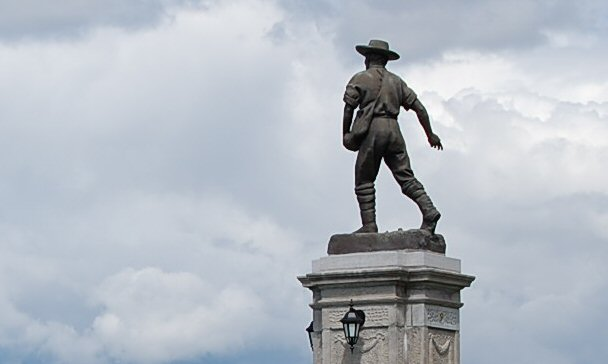
Grande-Baie.

Le 20 décembre, le conseil de ville adopte le budget 2018 (339 058 895$) et le Plan triennal d'immobilisations pour les années 2018-2019-2020.
- Le 12 février 2018, Rio Tinto annonce des investissements de 250 millions de dollars pour la réalisation de la phase 1 du projet, permettant la prolongation de la durée de vie de l'usine Vaudreuil au Complexe Jonquière au-delà de 2022[203].

- Le 16 avril 2018, la ville de Saguenay et le Gouvernement du Québec investissent 850 000 $ pour la réalisation d'études d'approvisionnement du parc industrialo-portuaire du port de Grande-Anse à La Baie. Québec versera 635 000 $ et Promotion Saguenay 215 000 $[204].

- Le 10 mai 2018, les premiers ministres Justin Trudeau et Philippe Couillard, des représentants de Rio Tonto et d'Alcoa de même qu'un dirigeant de la compagnie Apple, s'unissent pour annoncer à Saguenay un projet représentant des investissements de l'ordre de 558 millions de dollars pour lancer le premier procédé de fabrication d'aluminium sans émissions de carbone au monde[205].

- Le 4 juillet 2018, nomination de Monsieur Denis Lemieux à titre de directeur général de Promotion Saguenay, organisme de développement économique pour la ville de Saguenay[206].

### Zones commerciales
Sept artères commerciales majeures sont situées dans la ville de Saguenay : Le Boulevard Talbot, Le Boulevard du Royaume, Le Boulevard Saint-Paul, Le Boulevard Saint-François, Le Boulevard Harvey, Le Boulevard René-Lévesque et La Rue Bagot.
Ces sept artères commerciales ont joué un rôle clé dans le développement économique de la ville.

## Santé
Saguenay possède sur son territoire trois centres hospitaliers totalisant 500 lits de courte et longue durée, trois centres locaux de service communautaires (CLSC), neuf centres d'hébergement publics de longue durée totalisant 717 lits, un centre d'hébergement privé de longue durée affilié de 64 lits et des cliniques médicales privées. À lui seul, le Centre de santé et de services sociaux de Chicoutimi possède 3 475 employés. En février 2015, le gouvernement du Québec adoptait le projet de Loi 10 modifiant la gouvernance du Réseau de la santé et des services sociaux. La ville de Saguenay devenait le siège social du nouveau Centre intégré universitaire de Santé et services sociaux du Saguenay–Lac-Saint-Jean. Regroupant plus de 10 500 employés et doté d'un budget d’opération de plus de 815 millions de dollars, le CIUSSS du Saguenay–Lac-Saint-Jean débutait ses opérations le 1er avril 2015.

## Transport

### Accessibilités routières et réseau routier
Saguenay est accessible par la route 175 à partir de Québec sur 223 km, par la route 172 à partir de Baie-Comeau sur 315 km, par la route 170 et l'autoroute 70 à partir d'Alma sur 63 km et la route 381 à partir de Baie-Saint-Paul sur 142 km.

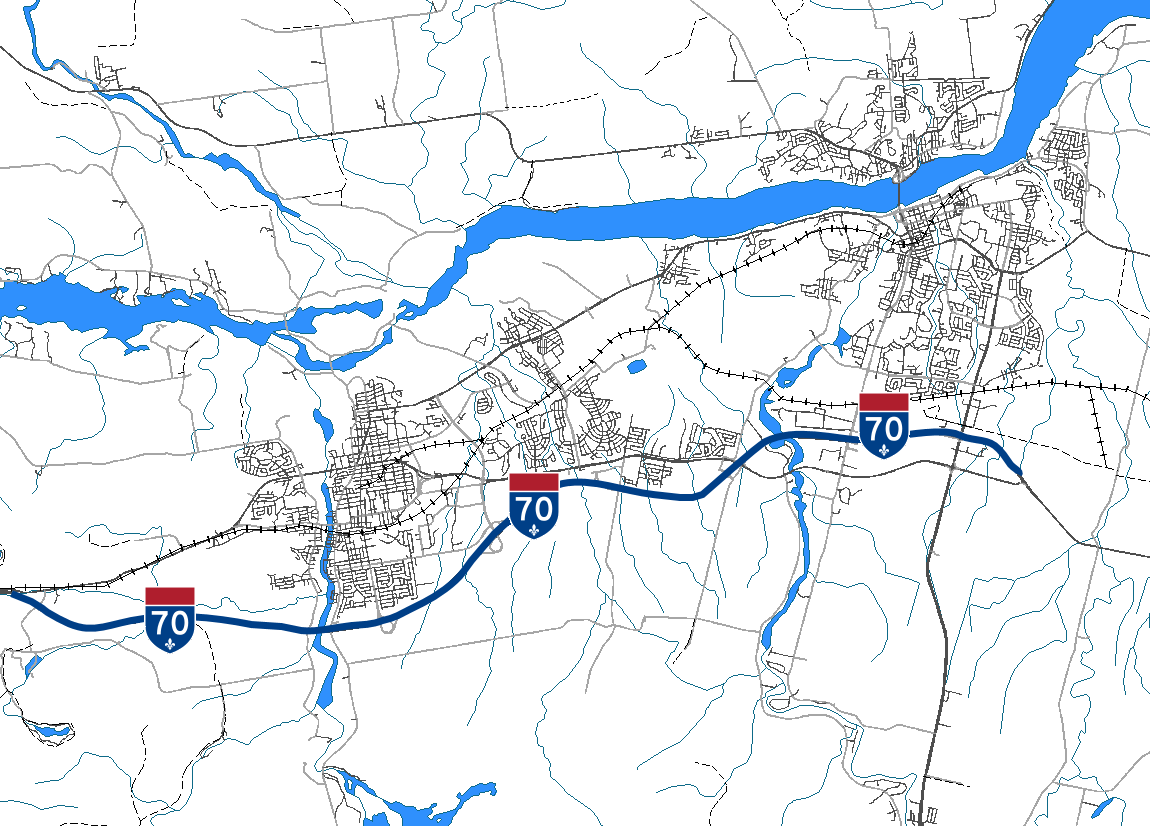
La carte routière de Saguenay, avec la 70 en bleu foncé.

L'autoroute 70 est la seule autoroute de la ville, desservant les régions au sud des arrondissements Jonquière, Chicoutimi et une partie de l'arrondissement de La Baie, possédant 7 sorties vers la ville, soit les sorties 26 vers la 170, 33 vers la rue Saint-Hubert, 36 vers la 372, 39 vers la rue Mathias, 43 vers la 170, 45 vers la rue Saint-Paul et 47 vers la 175 et Québec. La route 170 est une artère importante de l'arrondissement Jonquière. Elle est nommée le boulevard du Royaume, excepté dans La Baie où elle est nommée la rue Bagot. La route 170 est aussi la route alternative de l'autoroute 70.
Le Boulevard Talbot est une artère majeure de l'arrondissement de Chicoutimi, principale artère commerciale du secteur en plus d'être emprunté par la route 175, qui assure le lien Québec-Saguenay. La 175 suit ensuite le boulevard de l'Université ainsi que le pont enjambant la rivière Saguenay, se terminant sur la route 172. La 172, quant à elle, suit la rive nord de la rivière Saguenay, en passant au nord de la ville, et en étant nommée le boulevard de Tadoussac et le boulevard Sainte-Geneviève, traversant Chicoutimi-Nord. Elle continue vers l'est vers Tadoussac et Saint-Fulgence, et vers l'ouest vers Saint-Ambroise, le lac Saint-Jean et Alma. La route 372 est aussi une route importante dans Saguenay, débutant sur la 70, empruntant le boulevard René-Levesque et le boulevard du Saguenay, puis traversant le centre-ville par le boulevard de l'Université et le boulevard Saint-Jean-Baptiste. Elle devient le boulevard de la Grande Baie à La Baie, où elle se termine sur la 170.
Les autres artères importantes sont les boulevards Talbot, Harvey, René-Lévesque, Sainte-Geneviève, Saguenay, Mellon, Tadoussac ainsi que les rues et chemins Panet, Price, Saint-Dominique, Racine, de la Réserve, Roussel, de Vimy, Madoc, Roitelets, des Saguenéens, Bégin et du Port.

### Autobus
Saguenay possède un service de transport en commun, c'est la Société de transport du Saguenay (STS). En 2004, la STS possédait 88 véhicules qui servaient au transport urbain.
D'autre part, la compagnie Intercar assure le transport des voyageurs vers le Lac-Saint-Jean, la Côte-Nord et vers la Gare du Palais de Québec et la Gare de Sainte-Foy pour le transfert des passagers et des colis vers d'autres régions de la province.

### Aérien

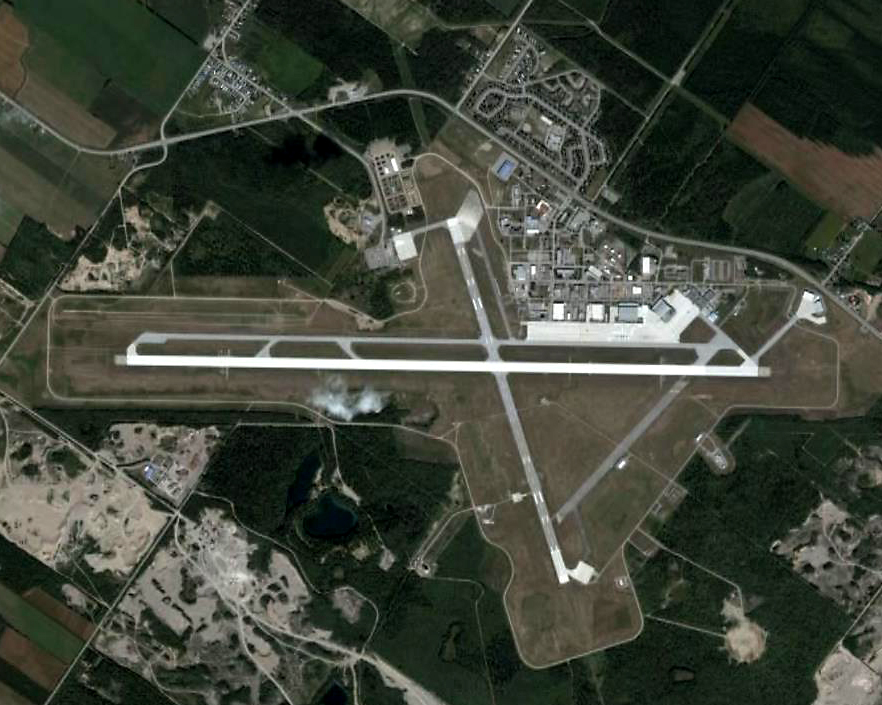
Aéroport de Bagotville.

La base aérienne de la 3e escadre est l'une des 2 seules bases hébergeant l'avion multirôle CF-18 Hornet de la Force aérienne du Canada. La base possède aussi une flotte de Bell CH-146 Griffon pour les missions de recherches et sauvetages. L'aéroport de Bagotville comporte également une section civile qui dessert la population pour des vols régionaux vers Québec, Montréal, l'est de la province et le Nunavik. En 2006, l'aéroport compte aussi des départs internationaux grâce à Sunwing Airlines qui offre, l'hiver, des vols vers les Caraïbes et Cuba. Dès l'hiver 2008-2009 le transporteur aérien Air Transat offrira lui aussi des départs internationaux vers le Mexique. L'administration de l'aéroport prévoit offrir un service de douanes dans les prochaines années. Pour l'instant, l'avion fait escale à Québec pour débarquer des passagers et dédouaner les passagers de Bagotville. Il se rend par la suite à l'aéroport de Bagotville pour y laisser les Saguenéens. En décembre 2011, le ministre des Transports du Canada l'Honorable Denis Lebel, procédait à la nomination de Monsieur Jean-Marc Dufour directeur de l'aéroport de Bagotville, au conseil d'administration de l'Administration canadienne de la Sûreté des transports aériens (ACSTA).
Le 26 janvier 2012, la Corporation de l’Aéroport Exécutif de Gatineau-Ottawa et Air Expresso annonçaient à Saguenay en présence des maires Jean Tremblay et Marc Bureau, une nouvelle liaison entre les villes de Gatineau et Saguenay. Le vol prendra environ une heure et quinze minutes, sans transfert, pour aller à Gatineau, au lieu de quatre heures. Deux allers-retours seront proposés quotidiennement, du lundi au vendredi.
Le 1er mai 2012, la Chambre de commerce du Saguenay dévoilait une Étude d'impact socio-économique sur la présence de la 3e Escadre de Bagotville dans la région du Saguenay–Lac-Saint-Jean. La 3e Escadre génère des retombées économiques de 139,5 M$ sur le PIB de la RMR de Saguenay et un total de 141,5 M$ sur l'ensemble de l'économie de la région du Saguenay–Lac-Saint-Jean.
Le 21 juin 2013, la compagnie Discovery Air annonçait l'inauguration de son banc d'essai pour moteur d'aéronefs le seul au genre au Canada. La compagnie qui se spécialise dans l'entretien et l'entraînement opérationnel désire créer une dizaine d'emplois à Saguenay.

### Chemins de fer
La ville est desservi par Via Rail Canada et le Canadien National. Via a une gare aux passagers à Jonquière. La Compagnie de Chemin de fer Roberval-Saguenay appartient à Rio Tinto.

### Installations portuaires
Saguenay possède 3 installations portuaires majeures: le port de Grande-Anse avec un quai de 286 mètres pouvant accueillir deux cargos de taille moyenne, les installations portuaires de Rio Tinto Alcan, avec un quai de 730 mètres pouvant accueillir 4 cargos de taille moyenne et le quai d'escales internationales avec un quai de 355 mètres pouvant accueillir un paquebot. Les améliorations apportées au port en eaux profondes de Grande-Anse sont de nature à attirer les compagnies minières œuvrant dans le Grand nord québécois. Le maire Jean Tremblay ajoute que « Le Saguenay–Lac-Saint-Jean, c'est la porte d'entrée du Plan Nord ». Le 28 février 2013, les travaux de déboisement de la future ligne ferroviaire qui reliera le chemin de fer de Roberval-Saguenay au site portuaire de Grande-Anse débutaient après l'adoption du décret par le gouvernement du Québec.
Afin de répondre au nombre croissant de navires de croisières à Saguenay, (34 navires en 2014) le maire Jean Tremblay envisage une solution à savoir un quai de type « accordéon ».
Le 29 avril 2015, le maire Jean Tremblay annonce que cette année Saguenay accueillera 38 navires pour 33 652 passagers. Pour 2016, les réservations à ce jour sont de 35 navires pour 26 000 passagers. Les estimations pour 2020, plus de 100 navires pour 100 000 passagers.
Le 29 avril 2015, Saguenay recevait le deuxième colloque sur la gestion des risques liés aux croisières internationales et fluviales organisé par le Centre sur mesure de l'Université du Québec à Chicoutimi.
Le 1er août 2016, le conseil de ville adopte un règlement de l'ordre de 4,5 millions de dollars pour l'acquisition de pontons flottants atténuateur de vagues et la réalisation de travaux d'infrastructure au quai de Bagotville pour les croisières internationales à Saguenay.
Le 6 septembre 2016, des représentants de la compagnie Disney Cruise Line visitent les installations portuaires de La Baie ainsi que les principaux attraits touristiques de la région.

### Chronologie
- Le 17 janvier 2012, le premier ministre du Canada Stephen Harper annonce[230] à Saguenay en présence du ministre fédéral des Transports Denis Lebel et du maire Jean Tremblay, des investissements[231] de 15 millions de dollars pour la construction d'une desserte ferroviaire au port de Grande-Anse de l'arrondissement La Baie afin de rejoindre le réseau ferroviaire de Roberval Saguenay. Cette nouvelle infrastructure va permettre de faciliter le transport et l'exportation des produits du Nord du Québec[232] sur les marchés internationaux. Le 21 février, le gouvernement du Québec, par la voix de Serge Simard, député de la circonscription de Dubuc et ministre responsable du Saguenay–Lac-Saint-Jean, annonce sa participation à hauteur de 10 millions de dollars pour ce projet[233]. Ce projet s'inscrit dans un plan global de 131 millions de dollars de Port Saguenay et prévoit aussi la construction d'une gare intermodale, d'une gare pour le vrac solide et d'un convoyeur[234].

- Le 9 décembre 2013 vers 23 heures HE, un pilier du pont Dubuc est affecté par un incendie[235] majeur à la suite de travaux de rénovation. En raison de cet incendie le pont est fermé à toute circulation, à l'exception des véhicules d'urgence. Le 19 décembre le ministre des Transports du Québec Sylvain Gaudreault annonce que le pont Dubuc sera rouvert[236] à la circulation légère dès le 20 décembre à compter de 5 heures. Le 24 décembre, le pont Dubuc est ouvert à la circulation normale à la suite des travaux exécutés par la compagnie PROCO[237].

- Le 1er mars 2016, Saguenay annonce la venue de l'entreprise Discovery Air Defence (en) à l'aéroport de Bagotville. L'annonce en a été faite par le maire de Saguenay, Jean Tremblay, accompagné d'un représentant de l'entreprise et du commandant de la base de Bagotville, le colonel Darcy Molstad[238].

- Le 3 mars 2016, le gouvernement du Québec annonce que le port de Grande-Anse situé dans l'arrondissement de La Baie, est désigné Zone industrialo-portuaire. Cette désignation va favoriser l'implantation d'entreprises industrielles à proximité des ports en finançant le développement d'infrastructures routières, ferroviaires et autres[239].

- Le 6 mars 2018, le conseil de ville de Saguenay demande au ministère des Transports du Québec de réaliser une étude socio-économique pour la construction d'un deuxième pont sur la rivière Saguenay[240].

- Le 3 avril 2018, le gouvernement du Québec et le gouvernement canadien annoncent des investissements de 21 millions de dollars pour l'amélioration du transport en commun à Saguenay[241].

- Le 22 octobre 2018, le Gouvernement du Canada donne son accord pour le projet de terminal maritime sur la rive nord piloté par Port Saguenay.

Le quai situé près de la municipalité de Sainte-Rose-du-Nord devrait accueillir le minerai d'Arianne Phosphate.
- Le 4 décembre 2018, la Ville de Saguenay s'entend avec Développement Port Saguenay pour la réalisation de travaux de 30 millions de dollars dans le secteur de Grande-Anse afin d'acheminer l'eau nécessaire à l'implantation de grands joueurs industriels[243].

### Tourisme
Dernièrement[Quand ?] des projets d'aménagement majeurs ont vu le jour dans l'urbanisation et les parcs mais aussi dans la SEPAQ et les parcs naturels. Le Saguenay adoptera le bac de compostage avant 2025 et des projets innovateurs comme la transformation de l'aluminium plus responsable ainsi que plusieurs engagements sociaux sur le transport et la culture ainsi que de nouvelles initiatives qui ne sont pas encore réalisées. Un amphithéâtre potentiel et des projets en attente sur le Bape.
- Le 9 mai 2012, Saguenay reçoit une délégation de représentants de ports du Saint-Laurent afin de se renseigner sur l'organisation mise en place par Promotion Saguenay pour intégrer le réseau d'escales des croisières internationales dans son offre touristique. Saguenay a été une des premières villes au Québec à se doter d'un quai d'escales internationales après Montréal et Québec[245].

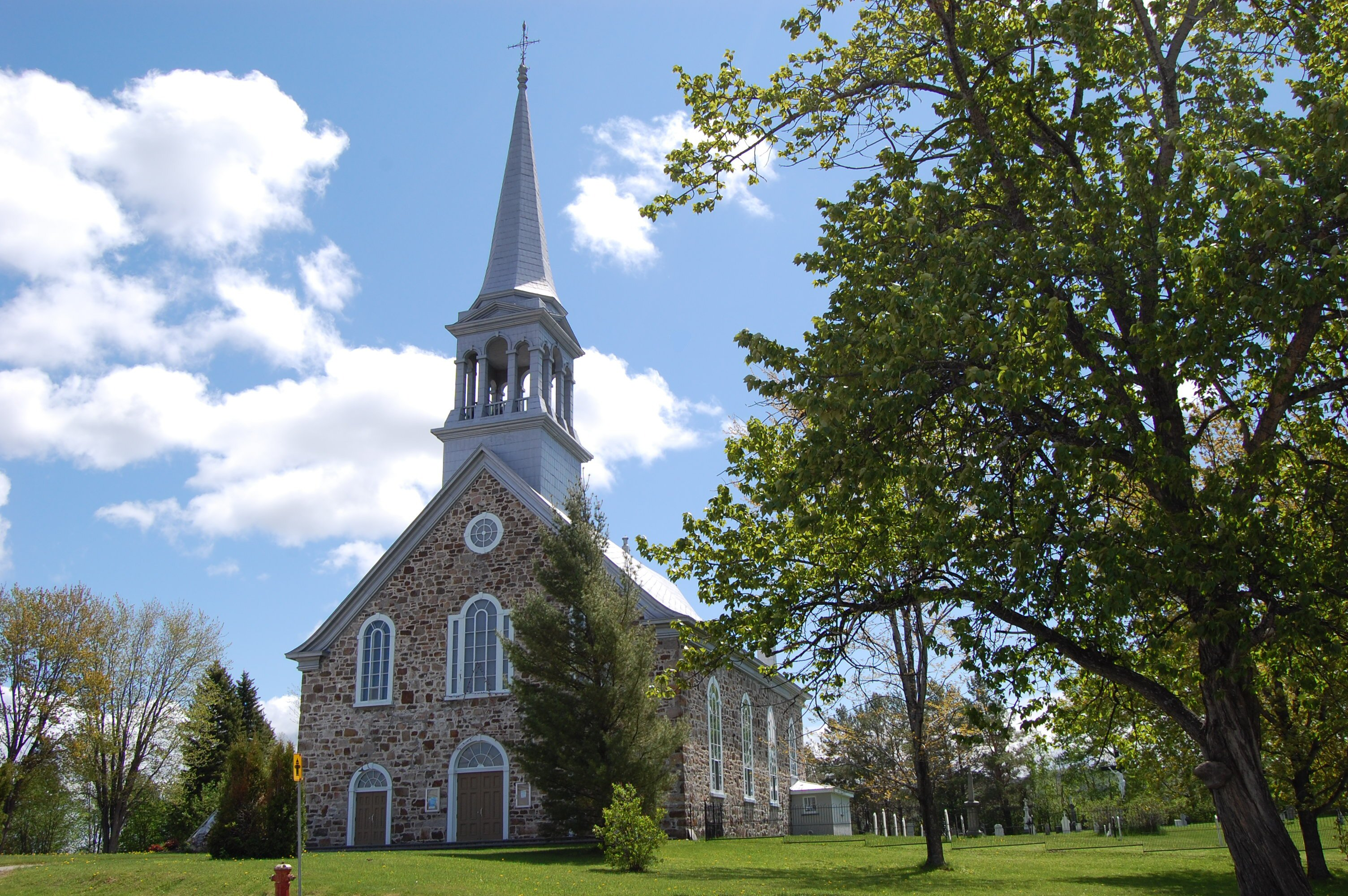
Secteur Laterrière de l’arrondissement Chicoutimi.

- Le 29 mai 2012, Promotion Saguenay lance officiellement Saguenay le film, un outil promotionnel visant à offrir les principaux paysages, milieux urbains et lieux touristiques de la région[246].

- Le 12 juin 2012, Saguenay inaugure le réseau cyclable associé à la Véloroute des Bleuets le Horst de Kénogami[247]. Les cyclistes auront accès à un lien cyclable de 72 kilomètres entre le Lac-St-Jean et le Saguenay. Débutant à Métabetchouan-Lac-à-la-Croix et passant par Hébertville, le Horst de Kénogami se termine sur le bord de la rivière Saguenay dans l'arrondissement Jonquière. À cet endroit, une navette maritime permet de rejoindre le secteur de Shipshaw[248].

- Le 11 décembre 2012, Le Journal de Québec mentionne que le quai des croisières internationales de La Baie, membre de l'Association des croisières du Saint-Laurent, s'est classé parmi les trois finalistes, dont l'Écosse, récipiendaire du prix, et la région de la mer Noire, au titre de destination de croisières internationales pour 2012[249].

- Le 15 mars 2013, Saguenay remportait un prestigieux prix lors d'un congrès international sur les croisières qui se tenait en Floride. Le quai de croisières internationales de La Baie recevait le titre de Best Port Welcome et ce devant tous les quais d'escale de la planète[250].

- Le 14 mai 2013 lors de la remise des Grands Prix du Tourisme qui se tenait à Gatineau, Zoom Photo Festival[251], le Musée du Fjord, Monsieur Bertrand Picard des Croisières du Fjord et la pourvoirie du Cap au Leste se méritaient des prix prestigieux[252].

- Le 17 octobre 2013, l'organisme Promotion Saguenay recevait l'argent lors de la remise des prix Azimut décernés par le ministère du Tourisme du Québec pour l'accueil offert aux croisiéristes au quai d'escale de La Baie par les bénévoles de La Fabuleuse histoire d'un royaume. Promotion Saguenay s'est mérité ce prix pour la qualité et l'originalité de l'accueil des croisiéristes[253].

- Le 13 mars 2014, Saguenay se mérite pour une troisième année le titre de Best port Welcome décerné par l’industrie des croisières internationales[254]. Le prix des Cruise Insight Awards récompense l’accueil réservé aux passagers lors de leur descente à quai à La Baie[255].

- Le 16 février 2015, le maire Jean Tremblay annonce la venue du navire de croisière le Queen Mary 2[256] au port d'escales de La Baie pour le mois d'octobre 2016[257].

- Le 13 mai 2015, la ville de Saguenay dévoilait des lettres-sculptures[258] au village portuaire de l'arrondissement de La Baie. La sculpture en aluminium désigne les lettres de Saguenay écrites sur trois lignes avec un cœur au centre[259].

- En juillet 2015, Statistique Canada dévoile les données sur les crimes déclarés par la police au Canada pour l'année 2014[260]. Saguenay possède un taux de 3,228 le plus bas des RMR de moins de 500 000 de population au pays. Ce taux est le plus bas depuis la création de la ville en 2002.

- Le 31 juillet 2015 le magazine L'Actualité publie un dossier sur la Géographie du bonheur au Canada[261]. Selon le classement des villes en vertu du degré de satisfaction à l'égard de la vie, Saguenay se classe au premier rang des villes canadiennes[262].

- Le 30 août 2015, Saguenay ouvre la saison des croisières internationales en accueillant le Seaborn Quest à quai. Du même coup, on y annonce la venue du Queen Mary 2 le 6 octobre 2016 afin de souligner le 10e anniversaire des croisières internationales à Saguenay[263].

- Le 12 septembre 2015, le journal Les Affaires publiait le classement du Top 10 des villes de congrès au Québec[264]. La ville de Saguenay y figure au huitième rang en raison de sa stratégie d'équipe mise en place en 2008 pour accroître ses parts de marché en tourisme d'affaires et sportif[265].

- Le 3 octobre 2015, Saguenay accueille son 200 000e passager au quai d’escales internationales à La Baie[266]. Madame Linda Moore et son conjoint de la ville de Spitit Lake en Iwoa ont été choisis.

- Le 25 janvier 2016, Saguenay dévoile l'horaire des croisières internationales. Un total de 38 navires (dont neuf nouveaux) feront escale au quai de l'arrondissement de La Baie ce qui représente plus de 51 390 passagers et membres d'équipage[267].

- Le 20 mars 2016, Saguenay obtient pour une quatrième fois le prix du meilleur accueil pour croisiéristes décerné par l'association des croisières internationales[268].

- Le 10 mai 2016, Promotion Saguenay dévoile une étude sur l'impact économique des croisières internationales à Saguenay[269].

- Le 6 octobre 2016, le navire Queen Mary 2[270] accoste au quai des croisières internationales de l'arrondissement de La Baie[271].

- Le 4 janvier 2017, Saguenay annonce la venue d'une partie des 40 Grands Voiliers qui navigueront sur les eaux canadiennes cet été. Ces majestueux voiliers seront de passage à La Baie du 14 au 16 juillet afin de souligner le 150e anniversaire de la Confédération canadienne[272].

- Le 20 janvier 2017, Saguenay dépose sa candidature à Parcs Canada[273] pour qu'Arvida soit inscrite sur la liste indicative du gouvernement fédéral afin d'obtenir un titre au Patrimoine mondial de l'UNESCO[274].

- Le 30 mars 2017, la ministre du Tourisme du Québec Julie Boulet annonce des investissements de 6 millions de dollars pour le développement des croisières internationales à Saguenay[275].

- Le 25 avril 2017, la ville de Saguenay est l'hôte d'un colloque sur la gestion des risques liés aux navires de croisières[276].

- Le 11 mai 2017, le maire Jean Tremblay annonce la première escale du Disney Magic à Saguenay en septembre 2018[277].

- Le 15 et le 16 juillet 2017, cinq grands voiliers en provenance des [278]États-Unis, du Canada, de la France et des Pays-Bas accostent à La Baie à l'occasion d’une course qui s’échelonne sur cinq mois[279]. La compétition a commencé à la mi-avril en Grande-Bretagne et se terminera au début de septembre, en France[280].

- Le 2 novembre 2018 la saison des croisières 2018 a été l'année de tous les records. Les responsables du dossier à Promotion Saguenay évaluent le nombre de visiteurs internationaux à 92 000, en hausse de 40 % par rapport à l'an dernier[281].

## Médias
- Radio-Canada (ICI Saguenay-Lac-Saint-Jean).
- TVA Nouvelle Saguenay-Lac-Saint-Jean
- Le Journal De Saguenay.
- Noovo Saguenay

### Internet
Depuis mars 2013, un réseau Wi-Fi est maintenant accessible gratuitement sur le territoire de Saguenay dans les principaux édifices municipaux.
Elle dispose aussi maintenant d'un service de consultations en ligne de ses citoyens dans le cadre d'une démocratie citoyenne participative.

### Journaux imprimés et en ligne
Les citoyens de Saguenay peuvent accéder à différents journaux. Le Quotidien, Le Journal de Québec, Le Soleil, Le Devoir, The National Post, The Gazette, Le Progrès-Dimanche, Le Réveil, Informe Affaires, ainsi que des publications de secteurs: La Pige, Le Lingot, Vortex, Le Kénogamien, L'Arvidien, Le Laterrois, Au Courant du Lac et La Vie d'Ici.

### Télévision
- CFRS 4.1 (V), anciennement TQS
- CJPM 6.1 (TVA)
- CIVV 8.1 (Télé-Québec)
- CKTV 12.1 (Télévision de Radio-Canada)
- CBJET canal 58 (CBC Television) (analogique)
- MAtv
- TVDL (Télévision locale La Baie)

### Radio
- CKAJ-FM 92,5 (Jonquière)
- CBJ-FM 93,7 (Première chaîne de Radio-Canada)
- CJAB-FM 94,5 (Énergie 94,5 Chicoutimi)
- CKYK-FM 95,7 (KYK 95,7 Chicoutimi)
- CFIX-FM 96,9 (Rouge FM 96,9 Chicoutimi)
- CKRS-FM 98,3 (O Saguenay)
- CKAJ-FM 99,7 (réémetteur de La Baie)
- CBJX-FM 100,9 (Espace Musique)
- CBJE-FM 102,7 (CBC Radio One)
- Class Radio 103,5 FM (ATM du Cégep de Jonquière)
- CKGS-FM 105,5 (O Saguenay 105,5 (La Baie))
- CION-FM-2 106,7 (Radio Galilée)

## Éducation

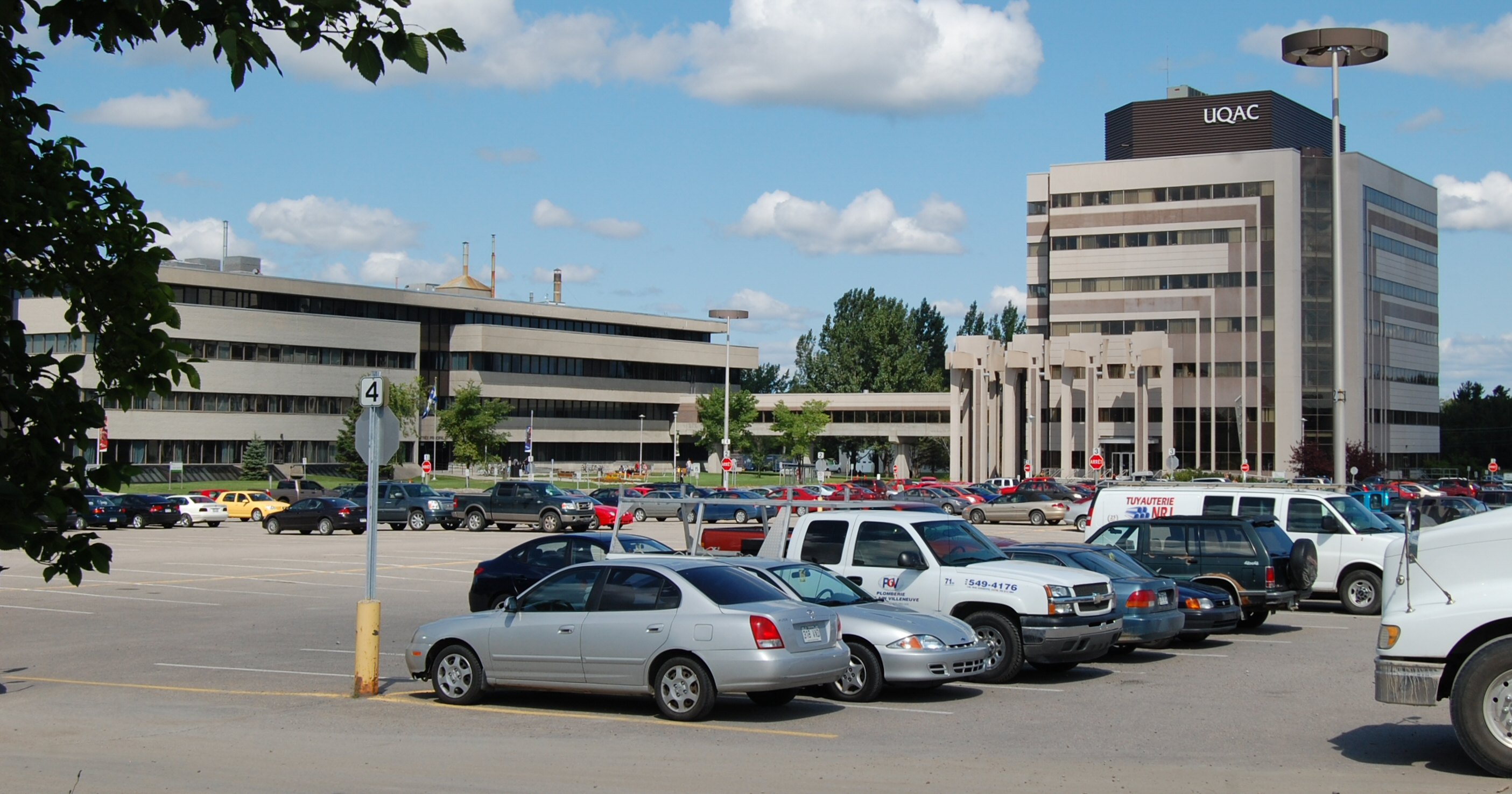
Campus de l'Université du Québec à Chicoutimi.

Au niveau primaire et secondaire, les écoles publiques et francophones de Saguenay sont gérées par deux commissions scolaires, la Commission scolaire de la Jonquière et la Commission scolaire des Rives-du-Saguenay, qui comptent respectivement 11 015 et 11 048 élèves. Ces chiffres comprennent les 38 établissements primaires, les 7 établissements secondaires et les 5 centres de formations professionnelles de la ville et des établissements des municipalités avoisinantes du Haut et du Bas-Saguenay. Hors du secteur public, on trouve dans le privé une école primaire de 160 élèves ; l’école apostolique de Chicoutimi, et une école secondaire de 1 100 élèves ; le Séminaire de Chicoutimi. Saguenay compte également une école primaire et secondaire de langue anglaise de 200 élèves ; l'École régionale Riverside qui est sous la responsabilité de la Commission scolaire Central Québec.
Au niveau collégial, Saguenay compte deux cégeps, celui de Jonquière et de Chicoutimi qui comptent ensemble 5 500 étudiants. En plus d’offrir des programmes pré-universitaires et techniques semblables, chacun des établissements possèdent des programmes qui leur sont particuliers. Ainsi, par exemple, le Cégep de Jonquière offre une formation technique en Art et Technologie des Médias tandis que celui de Chicoutimi offre une technique en pilotage d'aéronefs.
C'est à Saguenay qu'est située l'Université du Québec à Chicoutimi (UQAC), une université francophone du réseau de l’UQ qui compte 6 500 étudiants et assure la formation de niveau universitaire. Seule université du Saguenay–Lac-Saint-Jean, elle accueille aussi des étudiants de partout au Québec et dans la Francophonie. Située près du centre-ville de Chicoutimi, son campus compte, en plus du pavillon principal, du pavillon sportif et du pavillon Alphonse-Desjardins, un pavillon de recherche sur le givrage, un pavillon de foresterie, de médecine, des Arts et le centre des technologies de l’aluminium.

### Recherche
Saguenay possède plusieurs composantes principales de la filière régionale de l'aluminium: le Centre québécois de recherche et de développement de l'aluminium (CQRDA), le Centre des technologies de l'aluminium de l'UQAC (CTA), le Centre universitaire de recherche sur l'aluminium (CURAL) ainsi que des programmes de formation collégiaux et gouvernementaux. Globalement, on retrouve à Saguenay, la plus grande concentration d'expertise en Amérique dans le domaine de l'aluminium.
En 2007, le gouvernement du Québec annonçait conjointement avec GÉNOME Québec, l'Université de Montréal, le Centre de santé et de services sociaux de Chicoutimi et l'UQAC, la création d'une biobanque spécialisée dans la recherche en génomique.
Le CSSS de Chicoutimi se spécialise aussi dans les travaux de recherche en médecine de première ligne et les maladies chroniques ainsi que la réadaptation des maladies neuromusculaires. À la suite de l'adoption de la Loi 10 par le gouvernement du Québec, Saguenay obtient le siège social du nouveau Centre Intégré Universitaire de Santé et Services Sociaux du Saguenay-Lac-St-Jean (CIUSSS).

## Culture
Saguenay est une ville culturellement riche. Plusieurs spectacles d’envergure y sont présentés dont La Fabuleuse Histoire d'un royaume au Palais Municipal de La Baie. Cette pièce de théâtre, qui a déjà attiré plus d'un million de spectateurs depuis ses débuts en 1988, est un attrait touristique majeur pour la ville et la région. La ville compte également plusieurs compagnies de théâtre professionnelles dont Les Têtes Heureuses, La Rubrique, Les Amis de Chiffon, le Théâtre CRI (centre de recherche en interprétation), le Théâtre 100 Masques, La Tortue Noire, le Théâtre du Faux Coffre et Le Théâtre à Bout Portant. Le 24 août 2009, Saguenay recevait le titre de capitale culturelle du Canada 2010 par le gouvernement du Canada.
Saguenay possède 7 musées et centres d'interprétation, 14 salles de spectacles de 100 sièges et plus, 9 bibliothèques municipales (410 000 usagers) , 3 centres culturels, 18 écoles de formation en art, 35 organismes culturels de production et de diffusion, 3 spectacles à grand déploiement, 18 événements culturels majeurs et 19 ateliers et galeries d'art. La ville abrite le Conservatoire de musique du Québec à Saguenay, 3 écoles de musique privées (à Chicoutimi, Jonquière et La Baie) et l'Orchestre symphonique du Saguenay–Lac-Saint-Jean.
Le 18 janvier 2012, le ministre Serge Simard annonçait l'octroi d'une aide financière de 2,4 millions de dollars du ministère de la Culture, de la Communication, et de la Condition Féminine pour le projet d’aménagement de l’École de danse Florence-Fourcaudot à Saguenay, dans l’arrondissement de Chicoutimi.
Le 7 mars 2012, la ministre de la Culture, des Communications et de la Condition féminine Madame Christine St-Pierre et le ministre délégué aux Ressources naturelles et à la Faune, Monsieur Serge Simard, en présence du maire de Saguenay Monsieur Jean Tremblay, annonçaient un investissement de 2,5 M$ pour la construction d'une nouvelle bibliothèque à Jonquière. D'autre part, trois ententes en développement culturel étaient annoncées pour les villes de Saguenay, Roberval et la MRC du Fjord-du-Saguenay.

## Bibliothèques de Saguenay
Le réseau des bibliothèques de Saguenay comprend les bibliothèques publiques autonomes des anciennes villes de Jonquière, Arvida, Chicoutimi, Laterrière et La Baie. Lors des fusions municipales de 2002, toutes les bibliothèques ont été regroupées sous l'appellation: Bibliothèques de Saguenay.

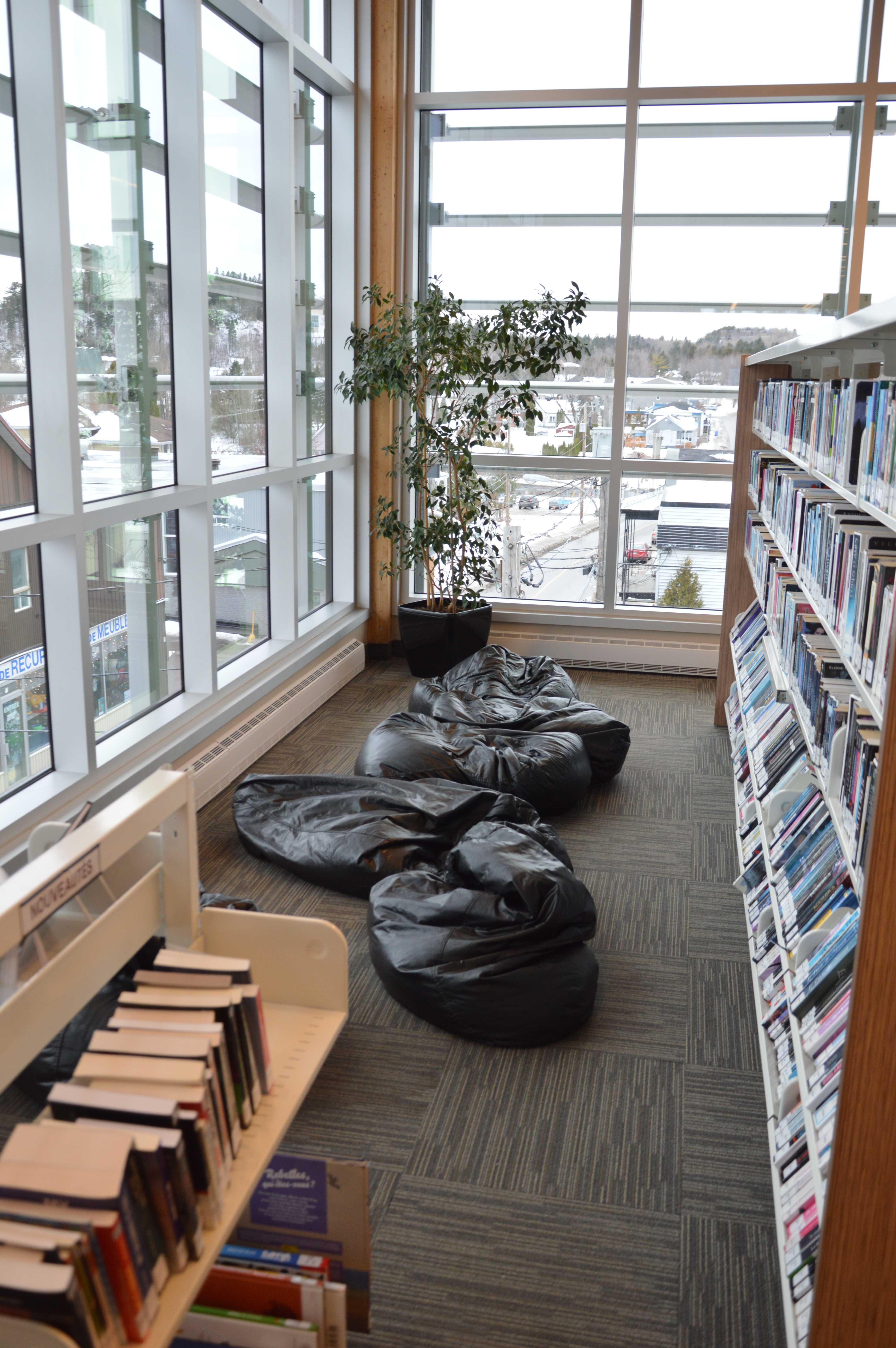
Intérieur de la Bibliothèque Hélène-Pedneault.

### Description
Le réseau des bibliothèques de Saguenay est composé de 5 bibliothèques publiques réparties dans les trois arrondissements de la Ville de Saguenay. La municipalité est responsable de leur gestion et de leurs opérations. En 2019, le nombre d’abonnés s'élevait à 46 374 personnes. Les bibliothèques de Saguenay sont membres de l’Association des Bibliothèques Publiques du Québec (ABPQ).
En plus des 5 bibliothèques de son réseau, la municipalité soutient aussi une bibliothèque affiliée au Réseau BIBLIO sur son territoire soit, la Bibliothèque publique de Shipshaw.
Les Bibliothèques de Saguenay et la bibliothèque affiliée desservent une population de 145 949 habitants répartie sur un territoire de 1 136 km2.

### Services
Les bibliothèques de Saguenay offrent les services suivants :
- Abonnement gratuit aux résidents de Saguenay
- Prêts de livres (physiques, numériques et prêts entre bibliothèques)
- Catalogue centralisé comprenant 410 067 livres imprimés et audiovisuels, 3 172 livres audio et 8 453 livres numériques (2019)[301]
- Livraison à domicile pour les personnes à mobilité réduite
- 76 postes informatiques[301]
- Accès internet et réseau sans-fil
- Dépannage technologique
- Aide à la recherche et service de référence
- Programmes : Biblio-Aidants[307], Une naissance un livre[308]
- Expositions artistiques
- Programmation d’animation, d’ateliers, de conférences et de médiation
- Services dirigés vers les milieux scolaire et communautaire
- Collections patrimoniales

### Bibliothèques

#### Bibliothèque d’Arvida

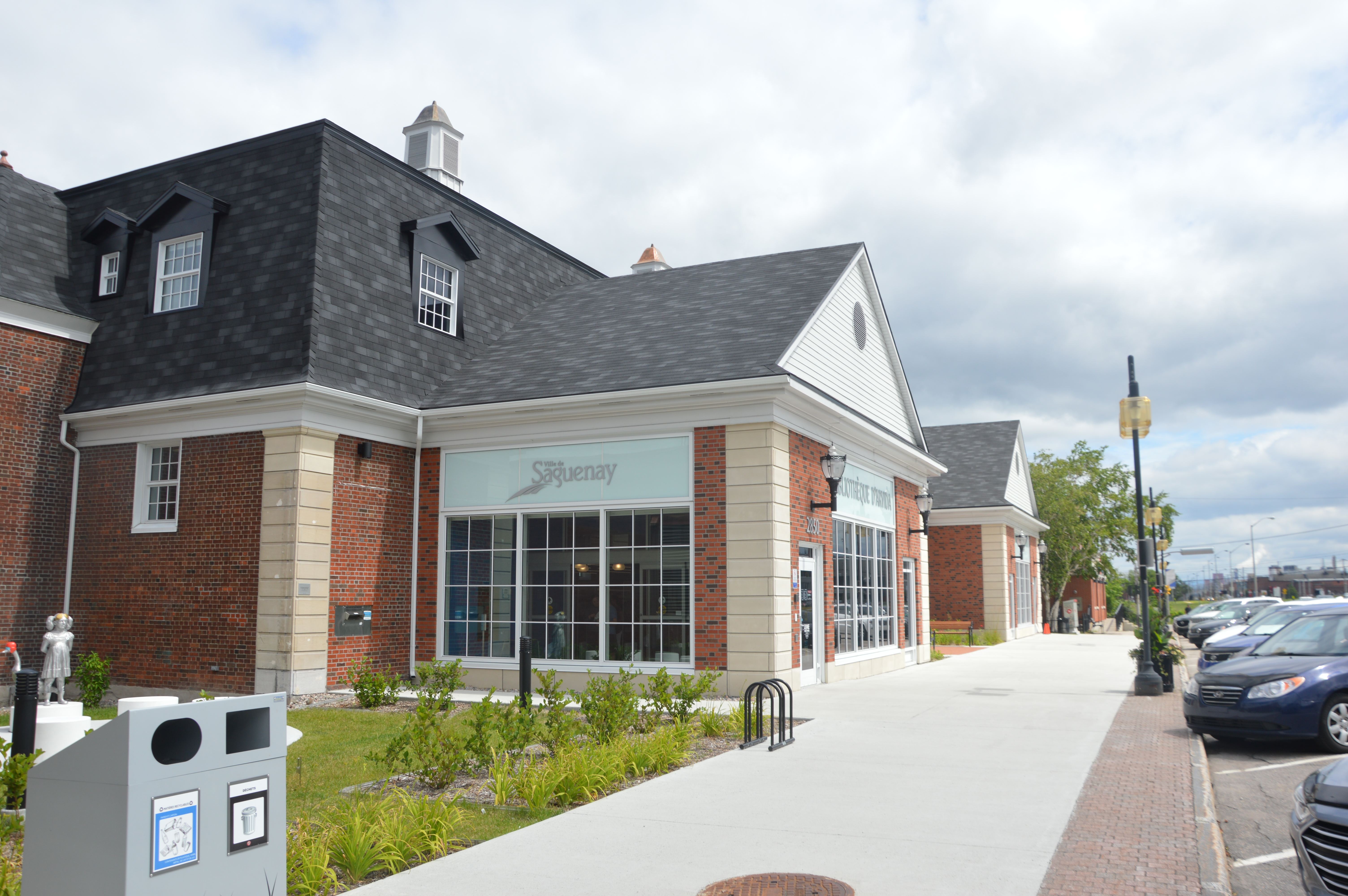
Bibliothèque d'Arvida restaurée en 2018.

La Bibliothèque d’Arvida fut la première bibliothèque publique inaugurée au Saguenay-Lac-Saint-Jean. Fondée par l’Association Athlétique d’Arvida parrainée par l’Alcan, la Bibliothèque d’Arvida commence ses activités en 1944 à l’intérieur du Centre de récréation d’Arvida (actuel Foyer des loisirs et de la culture d’Arvida). En 1955, la bibliothèque est vendue à la cité d’Arvida pour la somme symbolique de 1$ et elle devient la Bibliothèque municipale d’Arvida. Étant donné la croissance de ses activités, la bibliothèque déménage dans le sous-sol du nouvel hôtel de ville de la Cité d’Arvida en 1960. En 1983, la bibliothèque déménage dans son édifice actuel à la Place Davis. La Ville de Saguenay acquiert le bâtiment en 2012 et les locataires sont relocalisés afin que la bibliothèque puisse occuper tout le bâtiment. Les nouveaux locaux sont inaugurés en 2018. La restauration de l'immeuble a permis d'y réaménager la bibliothèque conformément aux normes actuelles et de répondre aux besoins des différentes clientèles. La bibliothèque est conçue comme un milieu de vie et son succès se mesure par son achalandage et par l'attachement de la population locale. On y retrouve aussi la collection patrimoniale de Saguenay constituée de 4000 documents.
Situé dans le site patrimonial d’Arvida, ville industrielle planifiée fondée en 1926, le bâtiment de la Bibliothèque d’Arvida abritait le Marché public d’Arvida autour des années '50. Il a été dessiné par les architectes Fetherstonhaugh et Dunford en 1944. Lors du réaménagement de la bibliothèque en 2018, le bâtiment patrimonial a été complètement restauré pour retrouver son lustre original conformément au pan de conservation du site patrimonial. Deux ans après sa rénovation, la Bibliothèque d’Arvida obtient sa certification LEED (certification bâtiment durable) en 2020.
Le 25 octobre 2019, à la bibliothèque d’Arvida, se déroule le lancement du livre Rappelle-toi, Arvida de l’auteure Sophie Torris. Ce conte, inspiré d’Arvida, secteur patrimonial de la ville de Saguenay, de sa bibliothèque récemment rénovée et de ses usagers est illustré par l’artiste Natalie Birecki. Rappelle-toi, Arvida est le fruit d’une résidence de création littéraire jeunesse de huit semaines que Sophie Torris réalise du 20 mars à la mi-mai 2019.

#### Bibliothèque de Chicoutimi

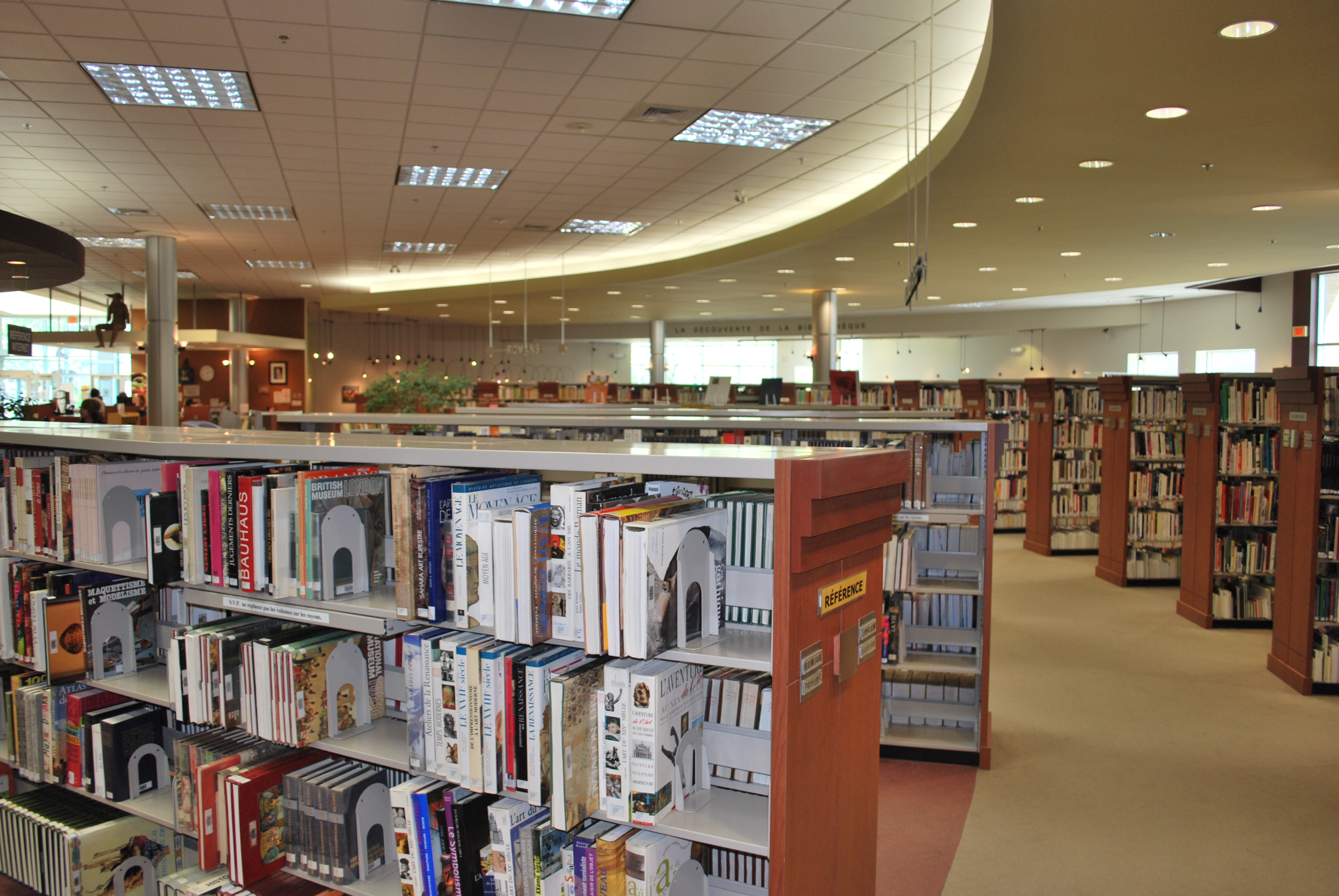
Intérieur de la Bibliothèque de Chicoutimi.

La bibliothèque a vu le jour en 1950 grâce au travail des membres de la Société d’étude et de conférences de Chicoutimi auprès des autorités municipales. La Corporation de la bibliothèque de Chicoutimi a été constituée pour l’opérer en mars 1950. L’inauguration de la Bibliothèque de Chicoutimi a eu lieu le 28 octobre 1950 en présence de présidente Marguerite Aubin Tellier et des autres membres de la Société d’étude et de conférences. En septembre 1969, la bibliothèque devient municipale et porte désormais le nom de Bibliothèque municipale de Chicoutimi.
Logée à l’origine dans un local prêté par le docteur William Tremblay, la bibliothèque se déplace à l’hôtel de ville en 1953 et s’installe ensuite à l’intérieur du nouveau Centre des arts et de la culture de Chicoutimi en 1996.Celui-ci a été construit dans l’édifice de l’ancien magasin Woolco par les architectes Carl Hovington et Leblond Tremblay Boulay Fradette.
Considérée comme fondatrice de la Bibliothèque de Chicoutimi, Marguerite Aubin Tellier donne aujourd’hui son nom à la salle multifonctionnelle de la bibliothèque.

#### Bibliothèque de La Baie

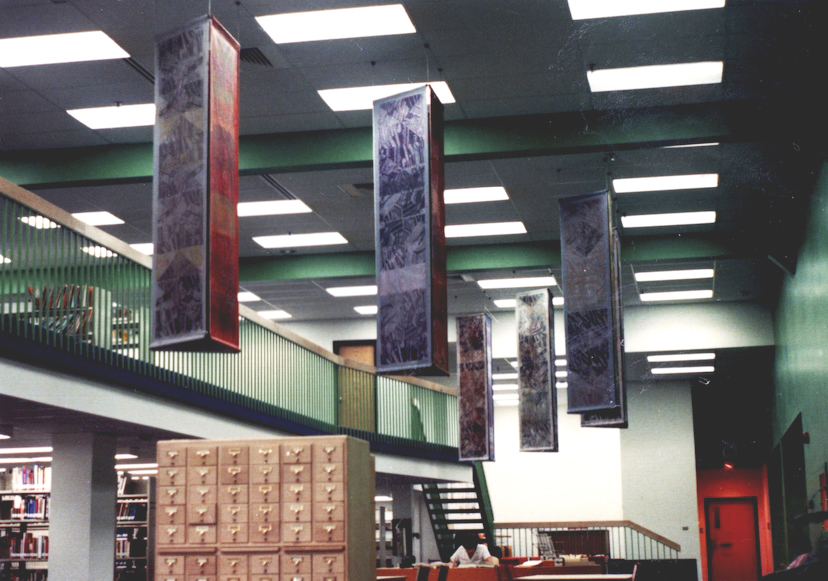
Intérieur de la Bibliothèque de La Baie.

La Bibliothèque municipale de Port Alfred commence ses activités en 1958 dans un local de l’hôtel de ville de l’ancienne ville de Port-Alfred. En 1981, la bibliothèque devient la Bibliothèque municipale de Ville de La Baie et déménage dans les locaux de l’édifice du Palais Municipal selon les plans de l’architecte Germain Laberge. Elle y est toujours aujourd’hui.

#### Bibliothèque Hélène-Pedneault

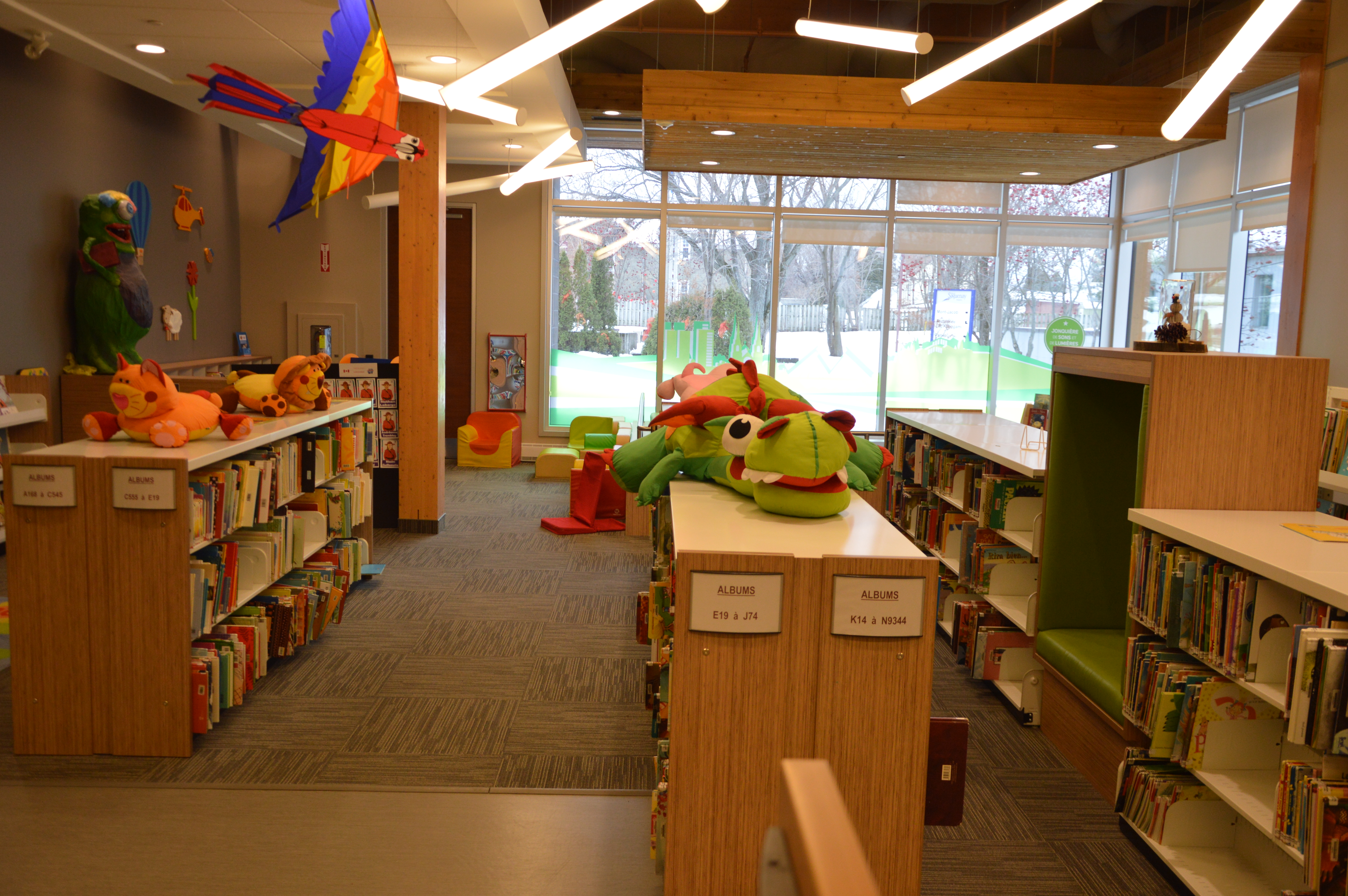
Intérieur de la Bibliothèque Hélène-Pedneault.

La Bibliothèque de Jonquière ouvre officiellement ses portes en 1976. Dix ans plus tard, elle déménage au sous-sol de l’édifice Saint-Michel. Au début des années 2000, on commence à rêver d’une nouvelle construction pour loger la bibliothèque. Le projet se réalisera treize ans plus tard. En effet, les nouveaux locaux de la Bibliothèque de Jonquière seront prêts pour la réouverture en octobre 2013. La nouvelle bibliothèque est un bâtiment dessiné par l’architecte Alain Voyer conformément aux normes bibliothéconomiques actuelles. Elle est située au cœur du centre-ville de l’arrondissement de Jonquière.
En août 2019, la Bibliothèque de Jonquière devient la Bibliothèque Hélène-Pedneault en l’honneur de l’écrivaine et féministe d'origine jonquiéroise.

## Infrastructures sportives et de loisirs
On retrouve sur le territoire de Saguenay 11 arénas, 4 terrains de soccer / football synthétiques (dont 1 stade de soccer intérieur inauguré en 2022), 6 piscines intérieures, 16 piscines extérieures, 4 terrains de golf, 2 centres de ski urbains et 4 centres de ski de fond. Au niveau loisirs, Saguenay possède 6 grands parcs urbains, 120 km de pistes cyclables et piétonnières, des sentiers de motoneige et quad, 1 site de canoë-kayak, 3 sites de pêche blanche et 2 sites de vélo de montagne.

## Honneurs et distinctions
- En février 2005, Saguenay obtient le Mérite de la sécurité civile québécoise pour la compétence dont elle a fait preuve pour l'application des mesures d'urgence, la gestion et l'évacuation préventive et la relocalisation des résidents et résidences des sinistrés de Canton-Tremblay[335].

- En février 2008, Saguenay pour une seconde fois, remporte le Mérite de la sécurité civile pour le caractère novateur démontré par le Programme de suivi et de prévention des risques associés aux mouvements de sol dans l'arrondissement La Baie[336].

- En juin 2011, Saguenay reçoit le prix Coalition BOIS Québec en raison de son engagement exceptionnel pour l'usage du bois en construction non résidentielle[337].

- D'autre part et toujours en juin 2011, Saguenay remporte le prix Thomas-Baillargé décerné par l'Ordre des architectes du Québec pour les efforts déployés par la municipalité pour conserver l'aspect patrimonial de la ville industrielle d'Arvida[338].

- En septembre 2011, Saguenay se mérite un prix d'excellence décerné par le Réseau québécois de villes et villages en santé pour son initiative nommée « La télé des aînés »[339].

- En novembre 2011, le Centre local de développement (CLD) de Saguenay présidé par le conseiller municipal Fabien Hovington se distingue au niveau provincial en remportant le premier prix du Concours « Tu innoves Canada »[340]. Cet honneur permet au CLD de Saguenay de se qualifier pour la finale canadienne[341].

- En janvier 2012, la Fédération canadienne des municipalités (FCM) confirme au maire Jean Tremblay qu'elle tiendra son conseil national d'administration à Saguenay du 3 au 6 septembre 2014[342].

- Le 20 janvier 2012, la ville de Saguenay rend hommage au joueur de hockey Pierre Pilote, originaire de Kénogami. Ce dernier s'est fait connaître en jouant dans la Ligue nationale de hockey tout particulièrement pour les Blackhawks de Chicago alors qu'il portait le numéro 3. Une statue grandeur nature a été réalisée par l'artiste Jérémie Giles et est installée au Palais des sports de Jonquière[343].

- Le 2 mars 2012, Saguenay rend hommage au lieutenant-général Charles Bouchard, originaire de Chicoutimi, pour son accomplissement à titre de commandant de la Force opérationnelle Unified Protector instaurée afin de libérer le peuple libyen du dictateur Kadhafi[344].

- Le 19 septembre 2012, la Fondation Héritage Canada décernait le Prix du prince de Galles[345] à la ville de Saguenay[346] pour son leadership municipal en matière de patrimoine et son travail pour la conservation de la cité d'Arvida[347].

- Le 26 septembre 2012 dans le cadre du 25e colloque de la Fondation Rues Principales l'organisme décernait à la ville de Saguenay le Prix d’Accomplissement en développement économique parrainé par le ministère du Développement économique pour le projet de village portuaire et le concept d’aménagement et de revitalisation du secteur centre-ville de l’arrondissement de La Baie. D’autre part, toujours dans le cadre du colloque de la Fondation Rues Principales, l’organisme renouvelait la certification (niveau argent) de l’arrondissement de Chicoutimi à Saguenay pour la mise en pratique de démarches favorisant un développement durable de sa collectivité.

- Le 24 mai 2013, Saguenay se méritait un prix lors de la remise des Prix du carrefour action municipale et famille 2013 qui se tenait à Boucherville pour son projet de Trousse de renseignements antipollution de prévention et de protection des intoxications domestiques. Ce coffre à outils s'adresse aux personnes âgées de 70 ans et plus autonomes vivant encore à leur domicile[348].

- En 2009-2013-2014 et 2016: Le port de Saguenay remporte a 4 reprises le prix international du meilleure accueuil aux mondes.

## International
- En octobre 2008, Jean Tremblay est invité comme conférencier à la 28e assemblée générale de l'Association internationale des maires francophones (AIMF) qui se tient à Québec. Il y présente notamment le projet de collaboration internationale entre la ville de Saguenay et la ville vietnamienne de Nam Dinh. Cette collaboration vise à échanger l’expertise de la municipalité en urbanisme et en finance municipale. Saguenay est choisie comme maître d’œuvre du dossier par la Fédération canadienne des municipalités (FCM)[349].

- En mai 2011, la Fédération canadienne des municipalités (FCM) souligne le partenariat exceptionnel de Saguenay pour la mise en œuvre d'un projet de renforcement des capacités municipales avec les villes de Nam Dinh, Pleiku, Thai Binh et Phu Ly au Viêt Nam de 2007 à 2010.